# WandaVision
WandaVision (conocida como Bruja Escarlata y Visión en España) es una miniserie de televisión estadounidense creada por Jac Schaeffer para el servicio de streaming Disney+, basada en Marvel Comics, con los personajes Wanda Maximoff / Bruja Escarlata y Visión. Es la primera serie de televisión del Universo cinematográfico de Marvel (MCU) producida por Marvel Studios, compartiendo continuidad con las películas de la franquicia, y tiene lugar después de los eventos de la película Avengers: Endgame (2019). Sigue a Wanda Maximoff y Visión que están viviendo una vida de ensueño en la pequeña ciudad de Westview, Nueva Jersey, hasta que su realidad comienza a moverse a través de diferentes décadas de homenajes de comedias y tropos televisivos. Schaeffer se desempeñó como escritora principal de la serie, que fue dirigida por Matt Shakman.
Elizabeth Olsen y Paul Bettany repiten sus respectivos papeles como Wanda Maximoff y Visión de la franquicia, con Debra Jo Rupp, Fred Melamed, Kathryn Hahn, Teyonah Parris, Randall Park, Kat Dennings y Evan Peters también protagonizando. En septiembre de 2018, Marvel Studios estaba desarrollando varias series limitadas para Disney+ centradas en personajes secundarios de las películas del UCM como Wanda y Visión, con el regreso de Olsen y Bettany. Schaeffer fue contratada en enero de 2019, la serie fue anunciada oficialmente en abril y Shakman se unió en agosto del mismo año. La producción usó escenarios, disfraces y efectos apropiados para la época para recrear los diferentes estilos de comedias a los que rinde homenaje la serie. El rodaje comenzó en Atlanta, Georgia, en noviembre de 2019, antes de que la producción se detuviera en marzo de 2020 debido a la pandemia de COVID-19. La producción se reanudó en Los Ángeles en septiembre de 2020 y se completó en noviembre.
WandaVision estrenó el 15 de enero de 2021 en Disney+, con dos episodios. Luego se estrenaron 7 episodios uno cada semana, haciendo un total de 9 episodios, concluyendo el 5 de marzo. Es la primera serie, y el comienzo de la Fase Cuatro del UCM. La serie recibió elogios de los críticos por sus homenajes a comedias pasadas y por las actuaciones de su elenco, especialmente las de Olsen, Bettany y Hahn, aunque hubo críticas por el final. Fue ampliamente discutido y analizado por fanáticos sobre la base de varias teorías populares, así como por comentaristas por su exploración del duelo y la nostalgia. La serie ha recibido numerosos elogios, incluidas 23 nominaciones a los Premios Primetime Emmy, ganando tres. Olsen repite su papel de Maximoff en la película, Doctor Strange en el multiverso de la locura (2022), que continúa la historia de Wanda de WandaVision, mientras que la serie derivada, Agatha All Along, que se estrenó en septiembre de 2024 y se centra en la Agatha Harkness de Hahn. Otra serie derivada centrada en el Visión de Bettany, Vision Quest, esta programada a estrenarse en 2026.

## Sinopsis
Tres semanas después de los eventos de Avengers: Endgame (2019), Wanda Maximoff y Visión están viviendo una vida de ensueño en la pequeña ciudad de Westview, Nueva Jersey, tratando de ocultar sus verdaderas naturalezas. Pero a medida que pasan por nuevas décadas y cambian de escenarios televisivos, la pareja empieza a sospechar que las cosas no son lo que parecen.

## Reparto y personajes
- Elizabeth Olsen como Wanda Maximoff / Bruja Escarlata:
Una Vengadora que puede utilizar magia, telepatía, telequinesis y que puede alterar la realidad.[5][6][7] Según Olsen, la serie nos muestra una versión del personaje más cercana a la del cómic, incluida la representación de su enfermedad mental,[8] y la introducción del apodo de «Bruja Escarlata» en el episodio «Previously On». Este apodo no se había usado antes en el Universo cinematográfico de Marvel.[9] El productor ejecutivo Kevin Feige agregó que la serie explora el origen y los límites de los poderes de Wanda.[10] Olsen se sintió más cercana al personaje de Wanda gracias a esta serie,[11] lo que le permitió explorar nuevas partes de la personalidad del personaje, como su humor y descaro.[12] Estaba encantada de que WandaVision se centrara en Wanda en lugar de contar su historia «a través de las historias de todos los demás» como en las películas, y no dudó en unirse a la serie cuando Feige mencionó historias de cómics específicas de Bruja Escarlata que inspiraron a WandaVision.[3] Olsen se inspiró en Mary Tyler Moore, Elizabeth Montgomery y Lucille Ball para su actuación en la serie.[13] Michaela Russell da vida a una versión más joven de Wanda.[14]
- Paul Bettany como Visión:
Un androide y antiguo miembro de los Vengadores creado usando las inteligencias artificiales JARVIS y Ultrón, así como la Gema de la Mente y los poderes de Thor.[5] Visión murió en Avengers: Infinity War (2018).[9] Bettany interpreta una nueva versión de Visión creado por Wanda dentro de su realidad a partir de la parte de la Piedra de la Mente que vive en ella, que es la encarnación de su tristeza, esperanza y amor.[15][16] Los escritores se refirieron a él como «Visión del alma»,[17] y Bettany describe a esta versión de su personaje como «decente y honorable» y que «existe para Wanda», y se inspiró en actores como Dick Van Dyke y Hugh Laurie para su interpretación.[13] Bettany también interpreta a la versión original de Visión,[18][17] reconstruida y reactivada por S.W.O.R.D., teniendo una apariencia completamente blanca similar a cuando el personaje del cómic resucitó con un cuerpo completamente blanco, sin sus recuerdos y emociones.[19] Bettany diferenció las dos versiones al retratar a Visión como familiar e intimidante al mismo tiempo.[18]
- Debra Jo Rupp como Sharon Davis: Residente de Westview y esposa de Todd que interpreta a la «Sra. Hart» en la comedia ficticia WandaVision.[20][21][22]
- Fred Melamed como Todd Davis: Residente de Westview y esposo de Sharon que interpreta a «Arthur Hart», el jefe de Visión, en la comedia ficticia WandaVision.[20][21][22]
- Kathryn Hahn como Agatha Harkness:
Una bruja que se hace pasar por «Agnes», la «vecina entrometida» de Wanda y Visión en la comedia ficticia WandaVision.[3][23] Hahn describió a Agatha como la vecina «que no se va de la casa de sus vecinos cuando acaba la velada» y «siempre se entromete en [sus] asuntos».[11] A Hahn le fascinaron las «sacudidas de adrenalina y humanidad» que proporcionó al UCM y el hecho de que tuviera un «suspiro de magia humana», aunque en realidad sea una bruja que ha estado manipulando a Wanda desde el comienzo de la serie.[3] Hahn compara la relación entre Agatha y Wanda con la de Antonio Salieri y Wolfgang Amadeus Mozart respectivamente, ya que Agatha es una bruja que lleva siglos estudiando magia, mientras que Wanda es increíblemente poderosa por naturaleza.[24] Agatha fue concebida como una figura mentora de Wanda, pero los escritores la cambiaron para ser más antagónica para servir mejor a la estructura de la serie. A pesar de esto, Agatha conserva cualidades de enseñanza para Wanda.[17]
- Teyonah Parris como Monica Rambeau:
La hija de la piloto de la Fuerza Aérea, Maria Rambeau y agente de S.W.O.R.D. (División de Respuesta de Observación de Armas Sentientes),[25][26][11] quien se presenta a sí misma en la comedia ficticia WandaVision como «Geraldine».[27] Cuando era niña, admiraba a la amiga y colega de su madre Carol Danvers / Capitana Marvel.[28] La escritora principal Jac Schaeffer dijo que la serie tenía un personaje diferente en el papel de Rambeau, pero estaba emocionada de usarla en su lugar cuando se enteraron de que estaba disponible para la serie.[29] La coproductora ejecutiva Mary Livanos calificó la inclusión de Rambeau en la serie como «un descubrimiento» cuando se investigó y desarrolló por primera vez, que «no estaba del todo trazado, pero [se volvió] realmente enriquecido en el programa»,[12] ya que la inclusión de un personaje empático como Rambeau permitió que la serie «la presentara como una heroína por derecho propio».[30] La serie muestra las cosas que Rambeau «ha visto y atravesado y cómo han dado forma a su vida» desde su aparición en Capitana Marvel (2019),[28][31] donde fue retratada como una niña por Akira Akbar. Parris utilizó la actuación de Akbar como punto de partida para la suya y tomó en cuenta las relaciones de Monica con su madre y Danvers.[32]
- Randall Park como Jimmy Woo:
Un agente del FBI que fue el oficial de libertad condicional de Scott Lang / Ant-Man.[11][33] Park sintió que presentaba a Woo usando magia de primer plano, algo que estaba tratando de perfeccionar en Ant-Man and the Wasp (2018), mostró rápidamente el desarrollo del personaje desde esa película, lo que indica que está mejorando en varias cosas y que está siendo asignado en casos más grandes.[34] Un mago le enseñó a Park el truco de magia y pasó varios días perfeccionándolo para la serie.[35]
- Kat Dennings como Darcy Lewis:
Una astrofísica que anteriormente fue estudiante de ciencias políticas y pasante de Jane Foster y se hizo amiga de Thor.[36][33] Al regresar al papel por primera vez desde Thor: The Dark World (2013), Dennings sintió que Lewis no habría cambiado mucho como persona, pero sería mayor y más sabia después de ir a la escuela para recibir su doctorado en astrofísica. Además, Dennings sintió que el personaje tiene más confianza en sí misma ahora que es vista como «la jefa», cosa que nunca tuvo en las películas.[37]
- Evan Peters como Ralph Bohner:
Un residente de Westview bajo el control de Agatha, haciéndose pasar por el hermano gemelo de Wanda, Pietro, quien fue interpretado por Aaron Taylor-Johnson en Avengers: Age of Ultron (2015) y murió en esa película.[38][39][40] Schaeffer y Livanos estaban ansiosos por traer a Pietro de regreso a la serie, y decidieron aprovechar sus nociones de «qué es real y qué no, y rendimiento, casting, audiencia y fandom» al hacer que el personaje sea «reformulado» dentro el programa ficticio de WandaVision.[41] El casting de Peters fue una referencia a su papel de Peter Maximoff en la serie de películas X-Men de 20th Century Fox.[38] Schaeffer señaló que esta refundición funcionó para la serie en un meta nivel al jugar con los tópicos de la comedia de situación de la refundición de personajes sin mucho alboroto y también de tener un pariente que llega a la ciudad que «revuelve las cosas» con la familia de la comedia.[41][42] Shakman dijo que el papel de Peters en la serie era una forma de jugar con las expectativas de la audiencia de una manera similar a Ben Kingsley interpretando a Trevor Slattery en Iron Man 3 (2013), en la que ese personaje se hace pasar por el Mandarín.[43] Schaeffer comparó la actuación de Peters con una mezcla de los personajes Jesse Katsopolis de Full House, Nick Moore de Family Ties y Joey Tribbiani de Friends.[44]

Los residentes recurrentes de Westview incluyen Asif Ali como Abilash Tandon, quien interpreta a Norm, el compañero de trabajo de Visión. David Lengel como Harold Proctor, quien interpreta a Phil Jones; Amos Glick como Dennis: el cartero; Ithamar Enriquez y Victoria Blade aparecen como el hombre y la mujer en los comerciales falsos; Emma Caulfield interpreta a Dottie Jones, una «madre escéptica que gobierna el vecindario con puño de hierro y sonrisa venenosa». y David Payton como John Collins, quien interpretra a Herb, amigo y vecino de Visión. Josh Stamberg interpreta a Tyler Hayward, el director interino de S.W.O.R.D, junto con Alan Heckner y Selena Anduze interpretan a los agentes de S.W.O.R.D., Monti y Rodríguez. Julian Hilliard y Jett Klyne interpretan a Billy Maximoff y Tommy Maximoff, respectivamente.
Las estrellas invitadas adicionales incluyen Jolene Purdy como Isabel Matsueida, quien interpreta a la vecina de Wanda y Vision, «Beverly»; el doble de acción frecuente del MCU, Zac Henry interpreta Franklin, agente que se convierte en apicultor cuando entra en la realidad de Wanda; Randy Oglesby como «Stan Nielson», el médico de Westview, Wesley Kimmel y Sydney Thomas interpretan a los niños en los comerciales. y Kate Forbes como la madre de Agatha, Evanora Harkness. Ilana Kohanchi y Daniyar interpretan a los padres Maximoff, Iryna y Olek Maximoff, respectivamente, mientras que Gabriel Gurevich interpreta a una versión joven de su hermano Pietro.

## Episodios
| N.º | Título | Dirigido por | Escrito por                       | Fecha de lanzamiento original |
| --- | --- | ------------ | --------------------------------- | ----------------------------- |
| 1 | «Filmed Before a Live Studio Audience» «Filmado con público en vivo / Filmado con público en directo»        | Matt Shakman | Jac Schaeffer                     | 15 de enero de 2021           |
| La pareja de recién casados Wanda y Visión se mudan a la ciudad de Westview durante lo que parece ser la década de 1950. Intentan mezclarse, a pesar de que Visión es un androide y Wanda tiene habilidades telequinéticas. Un día notan un corazón dibujado en un calendario pero ninguno de los dos puede recordar cuál es la ocasión. Mientras que Visión va a su trabajo en Computational Services Inc., Wanda decide que el corazón representa su aniversario. Su vecina Agnes se presenta a Wanda y la ayuda a prepararse para celebrar esa noche. Visión sorprende a sus compañeros de trabajo con su rapidez pero no está seguro de lo que su empresa hace realmente. Se le recuerda que él y Wanda van a recibir a su jefe, el Sr. Hart, y a su esposa para cenar esa noche, que es lo que representa el corazón. Wanda y Visión luchan por ocultar sus habilidades mientras hacen una cena de último minuto para los Hart. Mientras interrogan a Wanda y Visión, el Sr. Hart se atraganta con su comida, y Visión usa sus habilidades para salvarlo. Todos estos eventos han ocurrido en la serie ficticia de comedia WandaVision, que alguien está viendo en la televisión. Un comercial durante el programa WandaVision anuncia un horno tostador ToastMate 2000 de Stark Industries. | |              |                                   |                               |
| 2 | «Don't Touch That Dial» «No cambie de canal»                                                                 | Matt Shakman | Gretchen Enders                   | 15 de enero de 2021           |
| Durante lo que parece ser la década de 1960, Wanda y Visión oyen extraños ruidos fuera de su casa, que parecen ser causados por una rama de árbol en la ventana. Preparan su acto de magia para un espectáculo de talentos del vecindario. Wanda y Agnes pasan el día con el comité de planificación del espectáculo, dirigido por Dottie, y Visión asiste a una reunión, donde accidentalmente traga un chicle. Wanda se hace amiga de otra vecina, Geraldine, y nota más cosas extrañas: un helicóptero de juguete amarillo y rojo en su mundo en blanco y negro; una voz en la radio que parece hablarle; y una mancha de sangre roja. Debido al chicle atrapado en sus mecanismos internos, Visión parece estar intoxicado en el concurso de talentos y revela públicamente sus habilidades. Wanda utiliza sus propias habilidades para que esto parezca un simple truco de magia y arregla a Visión quitándole el chicle de sus engranajes. Vuelven a casa, y Wanda se queda visiblemente embarazada. Cuando ven a un extraño apicultor saliendo de una alcantarilla en su calle, Wanda entra en pánico y restablece la realidad hasta antes de que apareciera la figura. El escenario cambia entonces a fines de la década de 1960 cuando todo se vuelve colorido.Un comercial durante el programa WandaVision anuncia relojes «Strücker».                                                                                             | |              |                                   |                               |
| 3 | «Now in Color» «Ahora en colores / Ahora en color»                                                           | Matt Shakman | Megan McDonnell                   | 22 de enero de 2021           |
| El Dr. Nielson comprueba el embarazo de Wanda y le dice que está de cuatro meses y que todo va bien antes de irse de vacaciones con su esposa. Mientras Visión acompaña a Nielson fuera, ve a su vecino Herb cortar su pared. Wanda y Visión pintan una habitación infantil mientras debaten qué nombre poner a su hijo antes de que el embarazo de Wanda se eleve a seis meses. Cuando empieza a tener contracciones, sus habilidades empiezan a mover cosas en la casa y finalmente cortan la energía de toda la ciudad. Geraldine llega y ayuda a Wanda a dar a luz a los gemelos Tommy y Billy. Visión pilla a Agnes y Herb cotilleando fuera. Hablan de Geraldine, que acaba de llegar al pueblo y no tiene casa ni familia. Dentro, Wanda la interroga después de que esta le revele que sabe que Ultrón mató a Pietro, el hermano gemelo de Wanda. Esta se da cuenta de que Geraldine lleva un colgante con el emblema de una espada. Cuando Visión regresa, Geraldine ya no está. En el exterior de Westview, Geraldine es expulsada de un muro de estática y es rodeada por agentes de S.W.O.R.D.Un comercial durante el programa WandaVision anuncia sales de baño Hydra. | |              |                                   |                               |
| 4 | «We Interrupt This Program» «Interrumpimos este programa»                                                    | Matt Shakman | Bobak Esfarjani y Megan McDonnell | 29 de enero de 2021           |
| La capitana Monica Rambeau, una agente de S.W.O.R.D., vuelve a la vida después del Blip y encuentra que su madre, María, murió de cáncer. Tres semanas después, Monica regresa al trabajo y es enviada por el director interino Tyler Hayward para ayudar al agente del FBI Jimmy Woo con un caso de personas desaparecidas en Westview, Nueva Jersey. Descubren un campo estático hexagonal que rodea la ciudad, al que arrastra a Monica. En 24 horas, S.W.O.R.D. establece una base alrededor de la ciudad y envía drones y un agente para investigar. A la Dra. Darcy Lewis se le pide que estudie los fenómenos y descubre las señales de transmisión de la comedia WandaVision. Los usan para observar los eventos dentro de la ciudad, se enteran de que los residentes reales han sido "elegidos" como personajes de la comedia de situación y ven a Monica disfrazarse de «Geraldine». Darcy y Jimmy intentan sin éxito usar la radio para contactar a Wanda. Cuando Monica menciona a Ultron, Wanda la echa fuera de la ciudad. La ilusión de la comedia desaparece, y Wanda ve que Visión es en realidad un cadáver. Horrorizada, restaura la ilusión. Monica recupera su noción de la realidad en la base de S.W.O.R.D. y afirma que Wanda está controlando la ilusión. | |              |                                   |                               |
| 5 | «On a Very Special Episode...» «En un episodio muy especial...»                                              | Matt Shakman | Peter Cameron y Mackenzie Dohr    | 5 de febrero de 2021          |
| En un escenario de la década de 1980, Wanda y Visión luchan por evitar que Tommy y Billy lloren. Agnes se ofrece a ayudar a cuidar a los niños, pero Visión cuestiona su comportamiento. Él y Wanda son interrumpidos cuando Tommy y Billy repentinamente envejecen hasta los 5 años. Cuando aparece un perro en su casa, los niños piden quedárselo y Agnes sugiere el nombre Sparky. Wanda casi le revela sus habilidades a Agnes, con respecto a Visión, mientras que los niños envejecen nuevamente hasta los 10 años. En el trabajo, Visión lee un correo electrónico de S.W.O.R.D. que revela la situación en Westview. Se las arregla para llegar hasta un verdadero residente de Westview y descubre que Wanda está controlando la ciudad. S.W.O.R.D. envía un dron de la década de 1980 a Westview e intenta matar a Wanda por orden de Hayward. Ella emerge del campo estático con el dron y advierte a Hayward que la deje en paz. Después de que Sparky muere inesperadamente, Visión confronta a Wanda sobre sus acciones. Son interrumpidos de nuevo cuando llega Pietro. Al ver la transmisión, Darcy nota que Pietro ha sido «refundido». Un comercial durante el programa WandaVision anuncia toallas de papel Lagos. | |              |                                   |                               |
| 6 | «All-New Halloween Spooktacular!» «¡Espectacular estreno de Halloween! / ¡Terrorífico estreno de Halloween!» | Matt Shakman | Chuck Hayward y Peter Cameron     | 12 de febrero de 2021         |
| En un escenario de finales de la década de 1990 y principios de la de 2000, Wanda quiere pasar el primer Halloween de los niños juntos como familia, pero Visión le dice que va a patrullar las calles con la vigilancia del vecindario. Pietro se ofrece a intervenir como figura paterna y lleva a Tommy y Billy a pedir dulces, causando algunos problemas con su supervelocidad que Tommy ha heredado. Herb está de guardia para el reloj y revela que Visión no está trabajando con ellos ese día. En cambio, Visión explora más lejos de su casa y encuentra a los residentes de Westview parados congelados en sus posiciones, incluida Agnes. Visión le habla al yo real de Agnes y ella le dice que está muerto. Afuera de Westview, Hayward ordena a Monica, Darcy y Jimmy que abandonen la base, pero entran a hurtadillas y piratean su computadora. Lo ven rastreando la firma de vibranium de Visión mientras intenta atravesar la pared estática, donde Visión comienza a desintegrarse. Billy siente esto y le dice a Wanda, quien expande la pared estática hexagonal. Visión, Darcy y varios agentes de S.W.O.R.D. están envueltos por la nueva frontera. Un comercial durante el programa WandaVision anuncia el yogur «Yo-Magic». | |              |                                   |                               |
| 7 | «Breaking the Fourth Wall» «Abajo la cuarta pared / Cae la cuerta pared»                                     | Matt Shakman | Cameron Squires                   | 19 de febrero de 2021         |
| En un escenario de finales de la década del 2000, Wanda decide tener un día para ella sola. Agnes acepta cuidar a Tommy y Billy y los lleva a su casa. Visión se despierta y encuentra a los agentes de S.W.O.R.D. dentro del límite y que ahora son miembros de un circo. Encuentra a Darcy y la libera del hechizo. Darcy le cuenta a Visión sobre su muerte y los eventos que llevaron a la situación actual. Wanda ve varias partes de su casa en constante cambio y no puede controlarlas. Fuera de Westview, Monica y Jimmy se encuentran con los leales S.W.O.R.D. personal y obtener un vehículo que pueda cruzar la barrera. Cuando esto no tiene éxito, Monica decide entrar ella misma; pasa a través de la pared estática y emerge con una visión aparentemente aumentada. Cuando Monica se enfrenta a Wanda, Agnes le dice a Monica que se vaya y lleva a Wanda a su casa. Wanda busca a los chicos en el sótano y descubre una extraña guarida. Agnes se presenta como Agatha Harkness y revela que también es una usuaria de magia. Fue Agatha quien envió a Pietro a Wanda, y también mató a Sparky. En la escena de la mitad de los créditos, Monica investiga la casa de Agatha y descubre un sótano, solo para ser aparentemente atrapada por Pietro. Un comercial durante el programa WandaVisión anuncia medicamentos antidepresivos Nexus.                                                                             | |              |                                   |                               |
| 8 | «Previously On» «En el episodio anterior... / En episodios anteriores»                                       | Matt Shakman | Laura Donney                      | 26 de febrero de 2021         |
| En Salem en 1693, un aquelarre de brujas liderado por la madre de Agatha, Evanora, intenta ejecutar a Agatha por practicar Magia oscura, pero ella les drena las fuerzas vitales. En el presente, Agatha exige saber cómo Wanda está controlando Westview, amenazándola con la vida de sus hijos. Obliga a Wanda a revivir momentos clave de su vida, incluso cuando ella y Pietro estaban atrapados en los escombros junto a una bomba sin explotar. Se revela que la propia Wanda pudo detener la explosión de la bomba, usando habilidades mágicas que poseía desde su nacimiento. Más tarde, se ve que Wanda visitó S.W.O.R.D. para intentar recuperar el cuerpo de Visión. Hayward le muestra el cadáver mutilado. Wanda se enoja e irrumpe en el laboratorio, pero, incapaz de sentir a Visión, se va, dejando atrás el cadáver. Finalmente, Wanda conduce a un lote en Westview, que Visión había comprado para ella con la intención de vivir juntos allí. En un ataque de duelo, crea una casa en el lote, manifiesta una nueva versión de Visión y, finalmente, extiende el Maleficio por toda la ciudad. Después de recapitular el pasado de Wanda y como creó el Hex, Agatha aparece con los gemelos atrapados en su poder, diciéndole a Wanda que ella es un ser que era un mito, llamado la «Bruja Escarlata».En una escena de mitad de créditos, Hayward es capaz de reactivar el cadáver reensamblado de la Visión original. | |              |                                   |                               |
| 9 | «The Series Finale» «El final de la serie»                                                                   | Matt Shakman | Jac Schaeffer                     | 5 de marzo de 2021            |
| Agatha intenta quitarle la magia del caos de Wanda. El Visión blanco entra en Westview y lucha contra el nuevo Visión de Wanda, mientras Agatha libera a los residentes de Westview del control de Wanda. Enojados, se vuelven contra Wanda y le exigen que los deje ir. Wanda está abrumada y comienza a abrir la barrera, lo que hace que el nuevo Visión y los gemelos comiencen a desintegrarse. Hayward y otros agentes de S.W.O.R.D. entran antes de que Wanda vuelva a sellar la barrera. Monica se enfrenta a «Pietro», que es un residente llamado Ralph Bohner, y lo libera del hechizo de Agatha. Luego ayuda a los gemelos a detener a S.W.O.R.D. mientras que el nuevo Visión es capaz de restaurar los recuerdos del Visión blanco que decide irse. Wanda engaña a Agatha, lanzando un hechizo que le quita la magia y la atrapa en Westview como «Agnes». Wanda decide renunciar a su nueva familia y se despide antes de derrumbar la barrera. Luego se esconde para aprender sobre sus poderes. En una escena de mitad de créditos, Hayward es arrestado por alterar la evidencia y Monica es informada por un Skrull que un amigo de su madre quiere reunirse. En una escena poscréditos, Wanda vive en una cabaña remota, su forma astral estudia el Darkhold cuando escucha a sus hijos pidiendo ayuda. | |              |                                   |                               |

## Producción

### Desarrollo
Para septiembre de 2018, Marvel Studios estaba desarrollando varias series limitadas para el servicio de streaming de su compañía matriz Disney, Disney+, para centrarse en los personajes secundarios de las películas del Universo cinematográfico de Marvel (UCM, por sus siglas en español y MCU en inglés) que no habían protagonizado sus propias películas, como la Bruja Escarlata. Se esperaba que los actores que interpretaban a los personajes de las películas repitieran sus papeles para las miniseries, incluida Elizabeth Olsen como Wanda. Se esperaba que las series tuvieran de seis a ocho episodios cada una, que tuvieran un «presupuesto considerable que rivalizara con las de una gran producción de estudio» y que fueran producidas por Marvel Studios en lugar de Marvel Television, que produjo series de televisión anteriores en el UCM. Se creía que el presidente de Marvel Studios, Kevin Feige, estaba desempeñando un «papel práctico» en el desarrollo de cada serie, enfocándose en la «continuidad de la historia» con las películas y «manejando» a los actores que estarían repitiendo sus papeles de las películas. Brian Chapek, un ejecutivo creativo de Marvel, había comenzado el trabajo inicial de una serie de Wanda, antes de que la coproductora ejecutiva Mary Livanos asumiera el desarrollo de la serie cuando se unió al proyecto a mediados de 2018. A finales de octubre, se esperaba que el personaje de Visión de Paul Bettany desempeñara un papel importante en la serie, que se centraría en la relación entre Wanda y Visión. En los meses siguientes, se informaron los posibles títulos para la serie: Vision and the Scarlet Witch y The Vision and Scarlet Witch.
A Feige se le ocurrió la idea de que Wanda y Vision vivieran en un mundo de fantasía de «felicidad suburbana», basado en su amor por las sitcom y cómo se pueden usar para escapar de la realidad. Cuando se reunía con posibles escritores principales para la serie, algunos no sintieron que su elemento de comedia propuesto funcionaría. Jac Schaeffer, que estaba trabajando en Black Widow (2021) en ese momento, escuchó la premisa de la serie y se entusiasmó con ella. Tuvo una reunión para presentar sus ideas, y fue contratada como escritora principal en enero de 2019. Schaeffer fue contratada para escribir el primer episodio y producir la serie. Ese abril, Disney y Marvel anunciaron oficialmente la serie con el título WandaVision, y Matt Shakman fue contratado para dirigir y actuar como productor ejecutivo en agosto. Feige también es productor ejecutivo junto a Louis D'Esposito y Victoria Alonso de Marvel Studios. En lugar de llamar a la serie Wanda and Vision or The Scarlet Witch and Vision, Feige se sintió atraído por la idea de WandaVision después de ver el título de la película BlacKkKlansman (2018), que también es un compuesto, pero dudaba en usarlo. Schaeffer insistió en usar el título después de escucharlo, sintiendo que era el título perfecto para la serie. Hubo una reacción violenta cuando se anunció el título, ya que se percibía como «el título más tonto posible», pero Schaeffer sintió que los espectadores cambiarían de opinión una vez que vieran la serie. Feige dijo que la serie contaría la historia de Wanda y Visión, mostraría todas las habilidades de Wanda, exploraría quién es Vision y presentaría el nombre del cómic de Wanda, «Bruja Escarlata» al UCM «de maneras que son completamente divertidas, completamente graciosas, [y] un tanto aterradoras». Agregó que la serie tendría repercusiones para el resto de la Fase Cuatro del UCM, pero dijo que los espectadores no necesitarían estar familiarizados con el UCM para entender la serie. Pensó que habría una «gran cantidad de recompensas» para aquellos que hayan visto todas las películas del UCM y conozcan los planes para la Fase Cuatro.
Feige describió la serie como parte de la «comedia de situación clásica», parte de «lo épico de Marvel», Bettany llamó a la serie «súper vanguardista y extraña», Parris dijo que era una «película de acción completa» mezclada con comedias de situación. y la coproductora ejecutiva Mary Livanos la describió como una serie que «une la acción épica de un superhéroe con la tontería de la comedia de situación de un pueblo pequeño». Shakman estaba «especialmente equipado» para dirigir una serie de este tipo debido a su experiencia en la dirección de series dramáticas psicológicas como Mad Men, series de acción a gran escala como Game of Thrones y comedias de situación como It's Always Sunny in Philadelphia. Shakman también fue actor infantil en comedias de situación de la década de 1980 como Just the Ten of Us, y sintió que eso en particular le permitió hacer WandaVision. La serie tiene un total de aproximadamente seis horas de contenido en nueve episodios, que varían desde un formato de comedia de media hora hasta 50 minutos de duración. Durante el desarrollo, se informó que el presupuesto ascendía a 25 millones de dólares por episodio.

### Guion

#### Origen y estructura

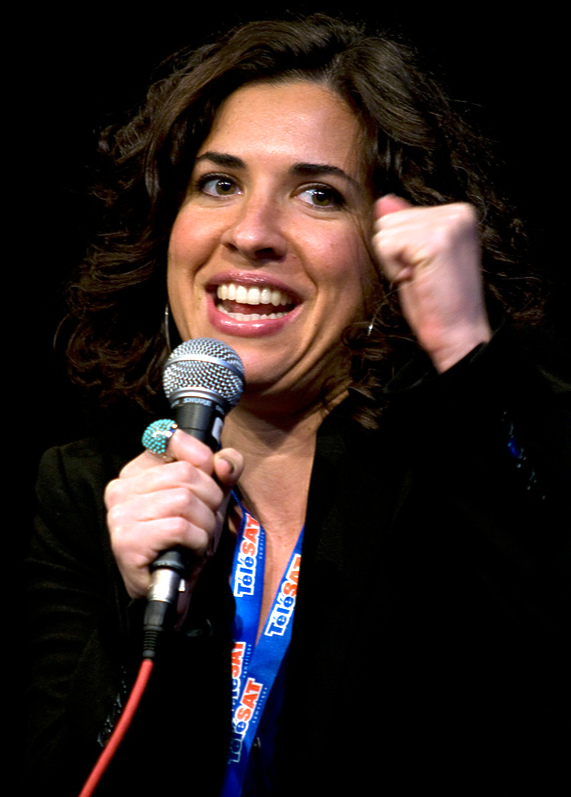
Jac Schaeffer creó WandaVision y se desempeñó como escritora principal de la serie.

Gran parte de la serie tiene lugar dentro de una comedia de situación ficticia que también se llama WandaVision. Schaeffer recibió material de cómics y un resumen de lo que Marvel Studios esperaba lograr con la serie para que ella pudiera ayudar a dar forma a sus ideas. Feige se inspiró visualmente en las portadas de Mike del Mundo, "Norman Rockwell se encuentra con «Leave it to Beaver» para la serie de cómics The Vision de Tom King y Gabriel Hernandez Walta, y presentó la serie a Olsen y Bettany como una combinación de ese cómic y la historia de House of M de Brian Michael Bendis y Olivier Coipel. Otra inspiración fue tomada del libro en rústica, Scarlet Witch: Witches 'Road, la historia de Avengers Disassembled de Bendis y David Finch que precedió a House of M, y la historia de Vision Quest de West Coast Avengers de John Byrne. y el libro de historietas de The Vision and the Scarlet Witch por Bill Mantlo y Rick Leonardi, y el de Steve Englehart y Richard Howell.
Feige, Schaeffer, Shakman y Livanos se dedicaron a «clavar» el tono irreverente de la serie. Schaeffer se inspiró en la película del UCM, Thor: Ragnarok (2017), así como en la serie X-Men de Marvel Television, Legion (2017–19), creyendo que rompieron el molde de lo que las historias de Marvel podrían ser y eran atrevidas, originales y «bananas». Ella sintió que permitieron que WandaVision también fuera única y diferente, y señaló que sería el polo opuesto a su trabajo en Black Widow que se enfocaba en la acción agresiva y visceral. Schaeffer contrató a Gretchen Enders, Megan McDonnell, Bobak Esfarjani, Peter Cameron, Mackenzie Dohr, Chuck Hayward, Cameron Squires y Laura Donney para la sala de escritores de la serie, un grupo de mitad hombres, mitad mujeres y varias personas de color, porque Schaeffer creía que «las historias son mejores cuanto más perspectivas tienes». Ella dijo que cada escritor tenía diferentes áreas de especialización que aportaron a la serie, y fueron ayudados por su asistente Laura Monti y el asistente general de escritores Clay Lapari. Después de comenzar como escritor de plantilla, McDonnell finalmente fue ascendida a editora de historias. A diferencia de Schaeffer, muchos de los escritores tenían experiencia previa en televisión, lo que la ayudó con el desafío inicial de crear la estructura de formato largo de la serie limitada, así como cada episodio dentro de esa narrativa más amplia. Schaeffer dijo que la serie nunca podría haber sido una película porque necesitaba establecer su realidad de comedia con una verdadera estética televisiva antes de que pudiera romperse.
Schaeffer consideró que la idea central de que Wanda fuera responsable de la realidad de la comedia de situación de la serie era un concepto simple y sintió que sería más convincente si se revelara a través de un misterio. Esto se hace teniendo a Wanda y Visión en vivo en la realidad de la comedia de situación durante los primeros tres episodios antes de que el cuarto episodio vuelva a contar esos eventos desde una perspectiva del mundo real para proporcionar respuestas a los espectadores. Schaeffer describió esto como el comienzo de la serie en una comedia de situación «fundamentada» con los «bordes deshilachados» de Twilight Zone, seguida de un episodio de botella para explicar los primeros eventos. El tiempo que permaneció la serie en la realidad de la comedia de situación antes de revelar partes de su misterio fue una gran preocupación para Schaeffer. Tras el «enorme volcado de información» en el cuarto episodio, Schaeffer esperaba que el público pudiera experimentar el resto de la serie como un "viaje emocional y psicológico, en lugar de un misterio furtivo todo el camino". Ella le presentó el resto de la serie a Marvel con elementos de comedia de situación y del mundo real hasta que el penúltimo episodio explora la historia de Wanda y el «cómo y el por qué» de la realidad de la comedia de situación, concluyendo en un gran final con el espectáculo de una película del UCM. Ella comparó la serie final con un cómic de varios números, y dijo que se mantuvo muy cerca de su pitch original, que estaba estructurado para seguir las cinco etapas del duelo comenzando con la negación y terminando con la aceptación. Originalmente se planearon diez episodios, pero esto se modificó a nueve episodios para mejorar el «ritmo». Los títulos de los episodios de la serie llevan el nombre de frases comunes que tradicionalmente aparecían en las promociones o en los créditos iniciales de las series de televisión.

#### Personajes y universo
Después de recibir las ideas iniciales de Marvel Studios para la serie, Schaeffer ayudó a descubrir qué significaban para los personajes. Shakman y Schaeffer vieron todas las imágenes del UCM existentes de Wanda y Visión, incluidas las imágenes que no se incluyeron en las películas del UCM anteriores, como los diarios no utilizados. Mientras exploraba este metraje, Schaeffer se sintió atraída por momentos de personajes mundanos como Wanda y Visión cocinando paprikash en Capitán América: Civil War (2016) y los dos disfrutando de su tiempo juntos en Escocia en Avengers: Infinity War (2018). Schaeffer dijo que había una maravilla y una sinceridad en la pareja, y sintió que la dinámica familiar dentro de una comedia de situación resultaría en un sentimiento de calma y calidez a pesar de la ridícula premisa de la serie. Ella encontró a la pareja atractiva porque son ambos forasteros que «se encuentran entre sí. Ambos son diferentes con D mayúscula».
WandaVision tiene lugar tres semanas después de los eventos de Avengers: Endgame (2019), y se desarrolla en la ciudad ficticia de Westview, Nueva Jersey, que fue nombrado como una referencia a la ciudad natal de Feige de Westfield, Nueva Jersey, pero con las iniciales «W» y «V». La serie muestra cómo creció Wanda creció en un país de Europa del Estey formó un amor por los DVD del mercado negro de comedias de situación estadounidenses que vendía su padre. Schaeffer estaba emocionada de usar la serie para dar comentarios sociales mientras contaba una historia sobre carácter y el duelo, ya que descubrió que se podía relacionar con el duelo de Wanda. Se consultó a un consejero de duelo, y Shakman dijo que toda la serie se trataba de que Wanda aprendiera a procesar y superar su duelo. Schaeffer se comprometió a representar a Wanda como un personaje completamente realizado, incluso mostrando aspectos de ella que no se habían visto mucho antes en el UCM, como su alegría y humor. Una gran preocupación para Schaeffer, Livanos y los escritores era evitar un retrato de Wanda que la hiciera parecer loca o fuera de control, como lo han hecho algunas de sus apariciones en los cómics, y Schaeffer esperaba que la serie diera una «representación matizada de un mujer muy complicada». Olsen creía que Schaeffer fue uno de las primeras escritoras en trabajar con Wanda, quien fue capaz de comprender «el 360 de [su] mundo interior y exterior».
Al presentar el nombre de «Bruja Escarlata» como un título vinculado a la magia del caos y un destino predeterminado, la serie pudo definir aún más la magia en el UCM más allá de lo que se introdujo en Doctor Strange (2016) sin limitar demasiado el personaje de Wanda. La brujería, los juicios de brujas de Salem y «nuestro tipo de versión estadounidense y versión feminizada de brujas y magia» fueron todas las nuevas incorporaciones al UCM después Doctor Strange (2016) introdujera lo que Schaeffer sintió que era «más magia masculina». La serie también introduce a la organización S.W.O.R.D. en el UCM, cambiando su nombre de «Sentient World Observation and Response Department» (en español: «Departamento de Observación y Respuesta del Mundo Sensible») de los cómics a «Sentient Weapon Observation and Response Division» (en español: «División de Observación y Respuesta de Armas Sensible»). Esto se debe a que la organización en el UCM se ocupa de las armas sensibles, como reconstruir a Visión original con el objetivo de convertirlo en un arma. Uno de los agentes de S.W.O.R.D. que se ven en la serie es una adulta Monica Rambeau, que fue presentada en el UCM cuando tenía once años en Capitana Marvel (2019). Olsen dijo que el material de Rambeau se reescribió durante el rodaje cuando Marvel Studios comprendió mejor lo que querían hacer con el personaje en el futuro. Otros personajes existentes del UCM, Darcy Lewis y Jimmy Woo, se agregaron a la serie por el deseo de tener personajes fuera del Hex con experiencia en ciencia y aplicación de la ley, respectivamente. Los borradores iniciales de los primeros episodios tenían más antecedentes para Lewis que se eliminaron a favor de centrarse en la base de S.W.O.R.D. cuando está fuera del Hex, aunque se agregaron elementos de estas escenas en episodios posteriores. Los hijos de Wanda y Visión, Billy y Tommy, aparecen como niños de 10 años en la serie. Shakman dijo que nunca hubo planes de hacer que los personajes fueran tan viejos como lo son en el equipo de cómics de los Jóvenes Vengadores, ya que eso privaría a Wanda de más tiempo con ellos.
WandaVision se establece directamente con Doctor Strange en el multiverso de la locura (2022), en el que Olsen repite su papel de Wanda. Schaeffer dijo que Feige manejó las conexiones entre los proyectos del UCM, pero ella y Shakman sí tuvieron conversaciones con los equipos creativos de Multiverse of Madness, Spider-Man: No Way Home (2021) y otras series de Disney+ de Marvel Studios para discutir las conexiones entre historias y garantizar una transferencia sin esfuerzo de WandaVision a las películas. Livanos se reunió con los productores ejecutivos de Loki, Stephen Broussard y Kevin Wright, y el productor ejecutivo de What If...?, Brad Winderbaum para establecer un «libro de reglas» para el multiverso, sus líneas de tiempo de rama y eventos de nexo. Benedict Cumberbatch estaba planeado originalmente para repetir su papel de Dr. Stephen Strange en la final de WandaVision, pero fue eliminado de la serie para evitar que le quitara el foco a Wanda. El guion de Multiverse of Madness fue reescrito para adaptarse a este cambio; el escritor de la película, Michael Waldron, trabajó con Schaeffer para hacer esto.

#### Influencias de sitcom
Shakman y Schaeffer dijeron que la serie era una «carta de amor a la edad de oro de la televisión», aunque rinde homenaje a las comedias de situación de muchas épocas de la televisión estadounidense. Eligieron centrarse en las comedias familiares sobre otros tipos, como las comedias en el lugar de trabajo, porque el aspecto familiar mantuvo la serie centrada, y porque Wanda está buscando una familia después de perder a sus seres queridos en las películas. Schaeffer y Shakman estudiaron comedias de situación pasadas para aprender sus «trampas y estilos», mientras evitaban los tópicos de las comedias de situación más antiguas que no serían aceptables en una serie moderna. Schaeffer, Shakman y Feige hablaron con Dick Van Dyke, la estrella de la comedia de situación homónima de la década de 1960, para aprender sobre la realización de esa serie. Otras comedias de situación que inspiraron la serie incluyen Yo amo a Lucy, My Three Sons, Papá lo sabe todo, The Adventures of Ozzie and Harriet, Bewitched,: 45  The Brady Bunch, Family Ties, Out of This World, Malcolm in the Middle, Modern Family y The Office. Se hacen referencias meta a Full House, protagonizada por las hermanas mayores de Olsen, Mary-Kate y Ashley.: 45  Antes de que decidieran centrarse en las comedias familiares, se desarrolló un episodio de la serie basado en The Mary Tyler Moore Show que habría exploró el equilibrio entre la vida laboral y personal de Wanda. Olsen dijo que la década de la comedia de situación que se explora en cada episodio, y los tópicos de esa década que se destacaron, fueron elegidos para conectarse con el lugar donde estaban los personajes en la historia más amplia. Cada episodio estaba destinado a capturar elementos clave del período de tiempo elegido mientras mostraba la evolución de las comedias de situación a lo largo del tiempo. Por ejemplo, el primer episodio rinde homenaje a The Dick Van Dyke Show y Yo amo a Lucy, de finales de la década de 1950 hasta principios de la de 1960, y estaba destinado a tener un período general de la década de 1950. Por ejemplo, el primer episodio rinde homenaje a The Dick Van Dyke Show y I Love Lucy de la década de 1950 y principios de la de 1960, y estaba destinado a tener un período de tiempo general de la década de 1950. Los cambios entre décadas se explican en la serie por cambios dentro del programa ficticio WandaVision, que Wanda está haciendo inicialmente de manera subconsciente cuando algo sale mal en esa realidad. Más tarde, realiza estos cambios de forma consciente. Parte del pitch inicial de Schaeffer para la serie fue vincular los cambios de la década con la xenofobia de los vecinos de la pareja, como se vio en algunas de las apariciones de los cómics de los personajes, con los vecinos volviéndose más agresivos cada década hasta que persiguen a Wanda y Visión por la ciudad. La relación con los vecinos fue finalmente retratada de una manera más sutil que Schaeffer sintió que era más espeluznante, con elementos de horror psicológico.
La comedia de situación ficticia presenta comerciales falsos que son «un poco nefastos», que según Feige, eran «parte de las verdades del programa que comienzan a filtrarse». Sintió que los nuevos espectadores los verían como versiones extrañas de los comerciales de las diferentes épocas de las comedias de situación, mientras que aquellos bien versados en el UCM podrían ver conexiones en los comerciales con eventos pasados. Varios comentaristas creían que los comerciales eran analogías de eventos traumáticos en la vida de Wanda, que Schaeffer reconoció más tarde. Shakman dijo que los comerciales eran una adición temática que presentaba la historia de Wanda mientras estaban abiertos a la interpretación, mientras que Schaeffer dijo que estaban vinculados tanto al subconsciente de Wanda como al UCM más amplio en un camino abierto. Agregó que le dieron a la serie una estructura y un ritmo que era «parte del tejido de la estética de la comedia de situación». Una primera versión de los comerciales tenía «más una agenda y una función en la trama», con múltiples comerciales por episodio también considerados. Cuando se planeó que Doctor Strange apareciera en la serie, los comerciales habrían sido sus intentos de llegar a Wanda a través de la realidad de la comedia de situación. Habría aparecido en el comercial farmacéutico de Nexus en un «cameo de parpadeo y te lo pierdes» como el farmacéutico, antes de su aparición completa en la final.

### Casting

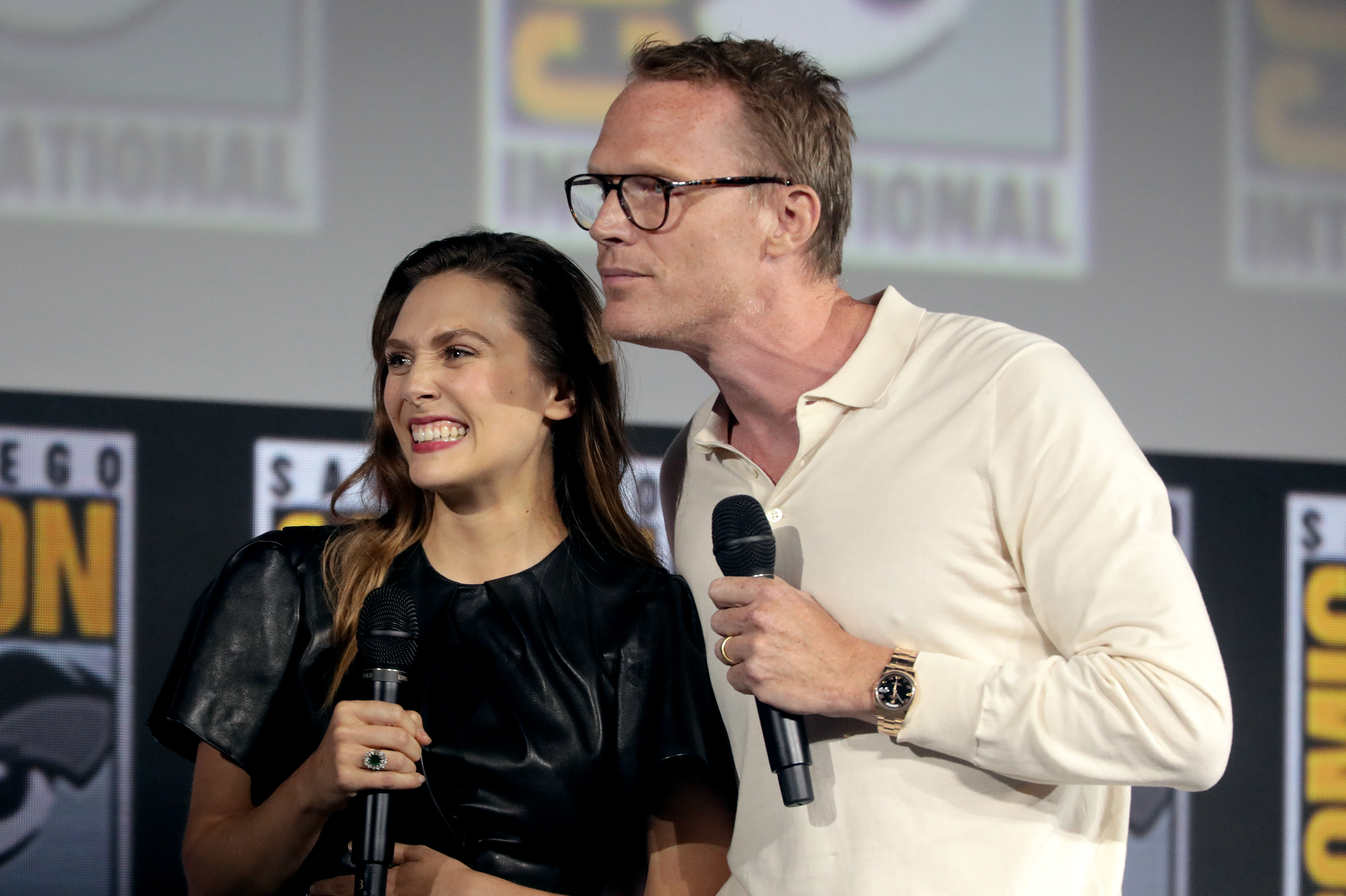
Olsen y Bettany en la Comic-Con de San Diego de 2019

Con el anuncio oficial de la serie en abril de 2019, llegó la confirmación de que Olsen y Bettany repetirían sus papeles de Wanda y Visión, respectivamente, en la serie. Bettany acordó unirse al proyecto después de reunirse con Feige y D'Esposito, quienes presentaron una idea «emocionante y loca» para el regreso de su personaje en la serie. Feige le presentó la serie a Olsen durante las negociaciones para que ella regresara a Endgame después de la muerte temporal de Wanda en Infinity War. Al principio, Olsen estaba nerviosa por el paso de Marvel a la televisión, preguntándose si fue un «descenso de categoría» de las películas, pero se emocionó cuando se enteró de la participación de Schaeffer, así como de las historias de los cómics que inspiraron la serie. Olsen llegó a verlo como su «oportunidad en pantalla más salvaje hasta ahora».
Teyonah Parris fue anunciada como elegida para el papel de Monica Rambeau adulta en julio de 2019. Rambeau fue interpretada previamente como una niña de once años por Akira Akbar en Capitana Marvel, que está ambientada en 1995. El personaje aparece por primera vez en WandaVision como «Geraldine» dentro de la realidad de la comedia de situación, y Schaeffer tenía la impresión de que Parris sería anunciada como «Geraldine» en la serie para mantener al personaje revelando una sorpresa. Un mes después, en la convención bienal de Disney, D23, Kat Dennings y Randall Park estaban listos para repetir sus respectivos papeles cinematográficos del UCM como Darcy Lewis y Jimmy Woo. Dennings había aparecido en las películas Thor (2011) y Thor: The Dark World (2013), y estaba sorprendida y emocionada de volver al UCM para WandaVision después de tantos años. Park se unió a la serie luego de una reunión general con Marvel para discutir el futuro de Woo en el UCM luego de su introducción en Ant-Man and the Wasp (2018). Schaeffer sintió que era divertido presentar a Dennings y Park en la serie, ya que ambos eran actores veteranos de comedias de situación, protagonizando respectivamente 2 Broke Girls y Fresh Off The Boat.
También en D23, Kathryn Hahn fue anunciada como elegida para el papel de Agnes, la vecina de Wanda y Visión. Hahn había estado fascinada por el «jadeo de la magia humana» en el UCM, y tuvo una reunión general con Marvel Studios ya que el estudio también estaba interesado en trabajar con ella. Poco después, Marvel sugirió a Hahn para el papel de Agnes a Schaeffer y Shakman, y acordaron que deberían elegirla para el papel. Varios días después de la reunión general, contactaron a Hahn sobre la serie y ella dijo que «no podría haber soñado un rol más genial», en parte debido a los elementos de la comedia de situación. El séptimo episodio de la serie revela que «Agnes» es en realidad Agatha Harkness, un personaje de Marvel Comics.
El tráiler oficial de la serie reveló que Fred Melamed y Debra Jo Rupp aparecerían en la serie, interpretando a Todd y Sharon Davis. Aparecen como los vecinos de Wanda y Visión, «Sr. y Sra. Hart», dentro del programa ficticio de WandaVision. Anteriormente, Rupp tuvo un papel de larga duración en la comedia de situación That '70s Show y se sentía cómoda con el estilo de la comedia de situación de WandaVision. Shakman, con quien había trabajado en el Geffen Playhouse, donde Shakman es el director artístico, le pidió que se uniera a la serie. De manera similar, Shakman y Schaeffer le ofrecieron a Melamed el papel sin que él hiciera una audición, y él aceptó el papel porque estaba interesado en la idea de la serie. El quinto episodio de WandaVision presenta a Evan Peters como un «recasteado» Pietro Maximoff, el hermano de Wanda. Pietro fue interpretado previamente en el UCM por Aaron Taylor-Johnson, mientras que Peters interpretó una versión diferente del personaje llamado Peter Maximoff en la serie de películas X-Men de 20th Century Fox. Schaeffer declaró que le tomó un tiempo saber si Peters podría ser parte de la serie, y señaló que los creativos no tenían un plan secundario si no podían usarlo. El «nombre real» del personaje se revela como Ralph Bohner en el final.
Emma Caulfield Ford fue elegida en octubre de 2019 como Sarah Proctor, quien interpreta a «Dottie Jones» en el programa WandaVision, después de que Schaeffer se le acercó para hacer una audición para el papel; previamente trabajaron juntas en la película TiMER (2009). Ford dijo que fue elegida en parte para ayudar a atraer fanáticos del género que la hubieran reconocido por su papel en Buffy the Vampire Slayer, y su participación también tenía la intención de ser una pista falsa para los misterios de la serie. Se reveló que Asif Ali fue elegido para la serie en octubre de 2020, como Abilash Tandon, quien interpreta al compañero de trabajo de Visión; «Norm», al igual que Jolene Purdy, elegida como Isabel Matsueda, quien interpreta a una vecina Wanda y Visión; «Beverly».

### Diseño

#### Colores y sets
WandaVision fue la primera producción en completar su trabajo digital intermedio (DI) en el nuevo departamento de color de Marvel Studios, dirigido por Evan Jacobs. Shakman y el director de fotografía, Jess Hall comenzaron a trabajar con ese grupo antes de filmar para determinar el aspecto de cada período de la comedia de situación que la serie intentaba replicar. Shakman y Hall reunieron una colección de imágenes de programas existentes que influyeron en el encuadre, la composición y el color de cada escenario de comedia, y Hall creó una paleta de colores específica de 20 a 30 colores para cada episodio basándose en esas imágenes de referencia, por lo que podía controlar la «integridad visual en color de cada episodio», un proceso que había utilizado anteriormente para la película Ghost in the Shell (2017). Hall trabajó con Josh Pines de Technicolor SA para crear 23 tablas de búsqueda diferentes para traducir los colores en el aspecto final durante el proceso de DI, y trabajó con el diseñador de producción Mark Worthington y el diseñador de vestuario Mayes C. Rubeo para asegurarse de que los decorados y el vestuario de cada episodio emparejado con sus paletas de colores. Shakman dijo que hubo una progresión de color entre cada episodio de la serie y que se usaron con cuidado ciertos colores, como el rojo, que es importante tanto para Wanda como para Visión.
Worthington hizo decorados para la casa de Wanda y Visión en cada época, y tenía la intención de que pareciera una casa con el mismo diseño básico que se construyó en la década de 1950 y luego se renovó cada década. Se hicieron cambios a esto según fue necesario, como agregar la guardería para el tercer episodio, con objetos dentro de la casa también actualizados cada década junto con el estilo del Buick rojo de Wanda. Para los escenarios de S.W.O.R.D. fuera de la realidad de la comedia de situación, Worthington utilizó a la NASA como inspiración desde que S.W.O.R.D. es una agencia espacial, pero quería crear la versión del UCM de eso. Dijo que había algunas similitudes con los conjuntos del UCM anteriores para S.H.I.E.L.D., pero las dos agencias cumplen funciones diferentes, por lo que quería diferenciarlas. Worthington agregó que la base exterior de S.W.O.R.D. en Westview se construyó en un campo frío y expuesto a la intemperie, mientras que los escenarios de sonido para los sets de comedia eran cálidos y secos, lo que ayudó a diferenciar el mundo ideal de la comedia de situación de la realidad exterior. Worthington y la decoradora de escenarios; Kathy Orlando obtuvieron artículos para el hogar y muebles apropiados para la época de tiendas de segunda mano en Atlanta, Georgia. El diseñador de utilería Russell Bobbit, quien fue el maestro de utilería de muchas películas del UCM, también trabajó previamente en la película Pleasantville (1998) que Shakman dijo que la serie tenía una «conexión espiritual» junto con The Truman Show (1998).

#### Vestuarios
Rubeo dijo que era raro que un medio de comunicación singular progresara a través de tantas décadas diferentes sin que sus personajes envejecieran,: 6  y señaló que el vestuario de las diversas comedias de situación emuladas por la serie no era necesariamente lo que se estaba usando en el momento, por lo que estaba replicando el aspecto de esas series en lugar de las décadas en sí. Alrededor del 80 por ciento de los vestuarios de época se hicieron para que la serie se adaptara a los actores, y el resto se compraba o alquilaba en «casas [de disfraces] especiales» y colecciones que conocían las telas utilizadas en las décadas de 1950 y 1960 y cómo se confeccionaban las prendas en ese entonces. Olsen disfrutó explorando cómo se veía a las mujeres en la sociedad en cada década a través del vestuario de Wanda. La estilista Karen Bartek creó 22 pelucas para la serie para representar las diferentes épocas desde la década de 1950 hasta la de 1980, lo que permitió filmar estas diferentes épocas en un día sin necesidad de volver a peinar a los actores. Rubeo agregó un elemento de verde azulado a cada uno de los disfraces de Dennings para que coincida con el color de los ojos de la actriz.
Wanda obtiene un nuevo traje de superhéroe al final de la serie cuando asume el manto de la Bruja Escarlata. Este traje fue diseñado por el equipo de desarrollo visual de Andy Park de Marvel Studios, y Rubeo trabajó con Ironhead Studios para crearlo. Ella explicó que los creativos querían que el traje fuera más maduro y «desgastado» que los disfraces anteriores de Wanda, reconociendo por lo que el personaje ha pasado en el UCM hasta ahora. También querían que fuera menos revelador y que no incluyera un corsé o medias, ya que Olsen había expresado previamente su preocupación por su disfraz de «corsé con escote» de las películas y el hecho de que ella era la única superhéroe femenina en el UCM con un traje revelador; Olsen consultó sobre el diseño del nuevo traje. Shakman dijo que el elemento más importante de discusión fue la corona, que inicialmente pensaron que debería ser más pequeña de lo que es en los cómics. Finalmente decidieron «ir a lo grande o irse a casa» con la corona, que se describe como formada a partir de energía mágica antes de que Wanda use su magia de creación para convertirla en un objeto sólido. Rubeo trabajó con la empresa de fabricación de calzado Jitterbug Boy para crear las botas para el disfraz de Wanda.
Para insinuar a lo largo de la serie que Agnes es realmente Agatha Harkness, Rubeo diseñó un medallón con tres brujas que el personaje usa como broche en cada episodio, excepto cuando está en equipo de aeróbicos en «On a Very Special Episode...» ya que Rubeo no pudo encontrar una forma natural de integrar el broche con ese atuendo. Para el disfraz de bruja real de Agatha, Rubeo quiso aumentar el misterio del personaje dándole un vestido hecho de 10 capas de tela que son cada una de un color y textura diferente. Hahn trabajó con Rubeo en el diseño de vestuario y dijo que tenía la intención de honrar la apariencia del personaje en los cómics, pero con un «aspecto moderno encima».

#### Títulos

Tipografía utilizada para la secuencia de apertura del programa WandaVision, del episodio «Filmed Before a Live Studio Audience».

La secuencia del título principal de la serie fueron creados por Perception y comienzan con un visual de «por favor, espera» al estilo de la era de la comedia de situación del episodio. A esto le siguen primeros planos del metraje del episodio en una pantalla de televisión, que luego empuja la cámara para mostrar los píxeles RGB que forman las imágenes de televisión. Los píxeles se representan como hexágonos, como una referencia a las habilidades hexadecimales de Wanda y al nombre informal «El Hex» que se le da a la realidad de la comedia de situación. Los píxeles forman varios elementos de la serie, incluida la casa de Wanda y Visión, el bebé móvil del tercer episodio y la torre de agua Westview, que es una reminiscencia al estilo artístico de «House of M». Luego, los píxeles son interrumpidos por un solo píxel rojo que representa el «mundo que se desmorona a su alrededor» de Wanda, antes de formar dos anillos de boda al final de la secuencia, ya que la serie es «en esencia una historia de amor». Charles Pulliam-Moore en io9 sintió que los créditos eran «innegablemente Marvel en el sentido de la pantalla grande», a pesar de que WandaVision intentaba adoptar su formato de serie de streaming.
Perception también creó muchos de los créditos de apertura al estilo de una comedia de situación para la serie, y Shakman dijo que se trabajó mucho para crear estas aperturas para ser lo más auténticas posible en cada época, ya que los creativos «sabían que eran una parte clave de la narración». El trabajo adicional de Perception incluyó gráficos para los comerciales falsos, basados en comerciales reales de las diferentes épocas de las comedias de situación; títulos y efectos de humo para la secuencia de «Agatha All Along»; tarjetas de localización en pantalla; y dos nuevas transiciones para el logotipo de Marvel Studios (en blanco y negro y una relación de aspecto de 4:3 para el primer episodio, además del humo púrpura para la historia de fondo de Salem de Agatha en «Previously On»).

### Rodaje

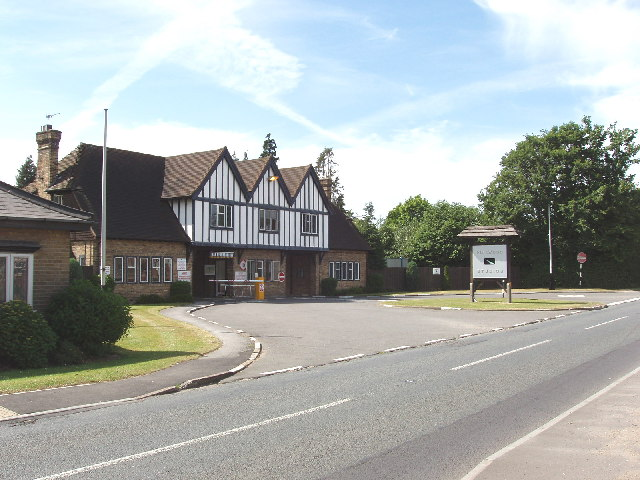
Entrada a Pinewood Film Studios, Iver Heath; donde grabaron parte de la serie.

El rodaje comenzó a principios de noviembre de 2019, en los estudios Pinewood Atlanta Studios de Fayette County, Georgia, con Shakman como director y Hall como director de fotografía. La serie fue filmada bajo el título provisional, Big Red. Los actores pasaron por el «campo de entrenamiento» de la comedia antes de filmar, viendo episodios de comedias pasadas para ayudar a aprender el tono y el estilo de cada época,: 50  así como los diferentes enfoques de la comedia. La entrenadora de dialectos Courtney Young ayudó a los actores a hablar como personas de cada época, incluso notando los modales de cada década. Bettany sintió que el enfoque de la serie fue inteligente, ya que tenía que hacer seis horas de contenido con un presupuesto similar a una película del UCM de dos horas y media. Esto incluyó filmar contenido de diferentes episodios al mismo tiempo, aunque Shakman intentó filmar cronológicamente para ayudar a los actores con la progresión a través de las eras de las comedias de situación.: 34 
El primer episodio filmado durante dos días en blanco y negro y frente a una audiencia de estudio en vivo, para imitar la filmación de una comedia de situación en la década de 1950. También se utiliza una relación de aspecto de 4:3 para las escenas en blanco y negro, y Shakman disfrutó experimentando con la relación de aspecto basada en la narrativa. Las escenas ambientadas fuera del Hex usaban la proporción cinematográfica de 2:40:1 de muchas películas del UCM. Shakman quería asegurarse de que los elementos de la comedia nunca se sintieran como una parodia y fueran lo más auténticos posible,: 50  ya que eran una realidad que Wanda creó para escapar de su duelo y eran reales para ella. Hall usó cámaras Arri Alexa 4K HDR para toda la serie, para crear una apariencia coherente para la historia, y para facilitar el cambio entre diferentes décadas de comedias de situación sin necesidad de cambiar la configuración de la cámara; se utilizaron toques específicos como lentes de cámara apropiados para la época, iluminación y efectos especiales en vivo para diferenciar los escenarios de la época. Hall usó 47 lentes de cámara diferentes para los siete períodos de tiempo cubiertos en WandaVision, muchos de los cuales eran lentes modernos modificados a medida para mantener las características de los lentes de período.: 6  Los lentes personalizados apropiados para el período se usaron en los primeros tres episodios y el quinto, mientras que Hall usó las lentes Ultra Panatar que se habían usado en Infinity War y Endgame para todas las escenas ambientadas fuera de la realidad Hex. Las luces de tungsteno se utilizaron principalmente para los episodios de la década de 1950 a la de 1970, ya que eran las luces de la época, y la iluminación led se utilizó a partir de los episodios de la década de 2000, que es cuando comenzaron a usarse para comedias de situación reales.: 6  Shakman usó lentes, iluminación y diseño de sonido inspirado en The Twilight Zone para cambiar el estado de ánimo en los momentos en que algo sale mal con la ilusión de Wanda.
El rodaje en exteriores se llevó a cabo en el área metropolitana de Atlanta durante diciembre de 2019 y febrero de 2020. Una fiesta de fin de rodaje de la serie ocurrió el 1 de marzo, antes de una pausa planificada de cuatro semanas,: 50 : 1:07  pero toda la producción se detuvo el 14 de marzo debido a la pandemia de COVID-19. El rodaje se reanudó en Los Ángeles en septiembre de 2020 con rigurosos protocolos de seguridad de COVID-19,: 50  para completar el rodaje requerido y el rodaje al aire libre. A Olsen le resultó difícil reanudar la producción después de estar aislado durante el cierre, mientras que a Bettany no le gustó que los protocolos de seguridad significaran que los actores tenían que regresar a sus tráileres cuando no estaban filmando, lo que sintió que eliminó gran parte de la camaradería entre el elenco y el equipo.: 1:29-2:23  El rodaje externo de Westview tuvo lugar en Blondie Street en Warner Bros. Ranch en Burbank, California, donde también se habían filmado comedias de situación anteriores. Shakman sintió que el backlot de Blondie Street tenía «esa extraña sensación de falsedad» que ninguna calle de la vida real podría replicar. El rodaje de la plaza del pueblo de Westview se planeó originalmente para el lote de Universal Studios cerca de Blondie Street, pero esto no pudo suceder debido a la programación y la pandemia, por lo que la filmación de esas escenas se llevó a cabo en el Golden Oak Ranch. La producción de la serie concluyó a mediados de noviembre, con Olsen filmando de forma simultánea con Doctor Strange en el multiverso de la locura.

### Edición
Cuando la producción se cerró debido a la pandemia, Marvel tardó alrededor de un mes en averiguar la logística del trabajo remoto. La posproducción continuó luego con el metraje existente, que informó a Shakman de cómo abordar algunas cosas de manera diferente una vez que la filmación comenzó de nuevo,: 34  aunque la serie no fue alterada creativamente por esto. La posproducción continuó después de que se reanudó la filmación, y Shakman dijo que trabajar en cada paso del proceso a la vez se sintió «esquizofrénico».: 34  Tim Roche, Zene Baker y Nona Khodai se desempeñaron como editores de la serie,: 20  y cada uno aportó una experiencia diferente al proyecto: Baker editó anteriormente Thor: Ragnarok; Khodai trabajó anteriormente en la serie de superhéroes The Boys; y Roche provino de una serie de comedia de edición de fondo sin efectos visuales. Los editores acordaron tratar la serie como una película del UCM ya que sabían que Marvel Studios no «recurriría a tácticas de ahorro de dinero [series de televisión estándar] para un programa como este», y Baker dijo que editar la serie no era diferente de editar Ragnarok.
Los editores no tuvieron reuniones formales para discutir el tono de la serie, pero trabajaron juntos en los temas. Roche sintió que el tono de la serie era más interesante cuando la comedia de situación y los elementos del UCM se mezclaron, como cuando Visión descubre anomalías en Westview durante «All-New Halloween Spooktacular!». Se crearon cambios de relación de aspecto durante la posproducción para darle a Shakman control sobre la duración de las transiciones, con algunos de los cambios de relación de aspecto anteriores pasando por muchas variaciones para encontrar la mejor duración y estilo y tener una mayor impresión en la audiencia. Las transiciones en episodios posteriores a veces son solo un corte directo de una proporción a otra, dependiendo más de la música y el sonido para mostrar el cambio. Algunas escenas se reorganizaron para evitar cambiar las relaciones de aspecto demasiadas veces y distraer la atención de la historia. Uno de los elementos de edición más discutidos fue la pista de la risa, y los creativos trabajaron con un experto para explicar cómo las pistas de la risa cambiaron a lo largo del tiempo, lo que informó el diseño de sonido. Iverson proporcionó al equipo de edición una selección de grabaciones de pistas de risa usadas en comedias de situación de la década de 1950 y a lo largo de las épocas.
La empresa de previsualización The Third Floor, Inc. agregó efectos temporales a las secuencias editadas como guía para los proveedores de efectos visuales. Estos también se enviaron al equipo de DI para finalizar la coloración de las tomas antes de que se completaran los efectos visuales, lo que Baker dijo que era inusual y se hizo para ahorrar tiempo, pero no tuvo mucho efecto en la línea de tiempo de la producción. Todos los editores trabajaron en los títulos de apertura de la comedia de situación y en los comerciales falsos de sus episodios, así como en los segmentos «anteriormente en WandaVision» que comienzan cada episodio. Estos últimos tienen algunas diferencias con los episodios que están recapitulando, como un diálogo ligeramente diferente, que influye en la manipulación de la realidad por parte de Wanda. Los episodios posteriores no se completaron cuando los primeros comenzaron a transmitirse, por lo que los editores pudieron ver las teorías de los fanáticos sobre la serie mientras aún estaban trabajando en ella. Esto les hizo cuestionar algunas de sus decisiones, pero no hubo tiempo para que esto tuviera un efecto creativo en su trabajo. La edición del episodio final se completó dos semanas antes de su emisión.

### Efectos visuales
Tara DeMarco se desempeñó como supervisora de efectos visuales para WandaVision, con proveedores de efectos visuales para la serie que incluyen Digital Domain, Framestore, Industrial Light & Magic (ILM), Lola VFX, Monsters Aliens Robots Zombies (MARZ), RISE, Rodeo FX, SSVFX, The Yard VFX y Zoic Studios. La serie tiene 3.010 tomas de efectos visuales, más que las 2.496 de Avengers: Endgame, aunque DeMarco señaló que la serie es más larga que Endgame y que la película tenía muchos efectos que eran mucho más complejos que muchos de los visto en WandaVision. Los creativos intentaron mantener la cantidad de efectos visuales en cada episodio al mínimo hasta los episodios ambientados en la década de 2000, donde tenía sentido permitir efectos visuales más predominantes debido a la tecnología disponible en ese momento; cada episodio tiene más tomas de efectos visuales que el anterior, preparándose para el «gran final de Marvel» en el último episodio. Para los primeros tres episodios, se utilizaron efectos visuales contemporáneos para aumentar los efectos prácticos en el set y reproducir otros efectos específicos del período.: 8 
DeMarco se inspiró en el cómic Scarlet Witch: Witches 'Road para el aspecto de la magia de Wanda y Agatha en la serie. La magia de Wanda se creó basándose en los movimientos de las manos de Olsen en el set, con el equipo de efectos visuales permitiéndole crear los movimientos que quería y luego agregando «algo de buen gusto con sus manos que no distraiga de su actuación». El aspecto de su magia inicialmente coincide con la misma energía roja que se vio en las películas, pero se vuelve de un rojo más oscuro y rico cuando comienza a usar la magia del caos para indicar que es más poderosa. Este aspecto fue desarrollado con Digital Domain, quien trabajó principalmente en el episodio final y contribuyó con 350 tomas de efectos visuales durante 14 meses. Framestore, que trabajó en 99 tomas de efectos visuales para la serie, desarrolló el aspecto de la magia de Agatha, que es una versión púrpura de la magia de Wanda con una textura negra similar a la tinta añadida para que parezca más malvada. Mr. X contribuyó con 152 tomas de efectos visuales para las escenas de los dos últimos episodios con un aquelarre de brujas.
DeMarco usó la introducción de Visión en Avengers: Age of Ultron (2015), que fue creado principalmente por Lola VFX, como la versión definitiva del personaje al abordar sus efectos visuales para WandaVision. También se hizo referencia a primeros planos del personaje en Infinity War. Bettany usó prótesis sobre sus orejas para retratar al personaje en las películas, pero estas fueron reemplazadas por imágenes generadas por computadora en la posproducción y en realidad no fueron necesarias. Para la serie, Bettany pidió no usar prótesis para poder oír mejor en el set y estar más cómodo. En cambio, usó una gorra calva y un maquillaje facial que coincidía con el color de Visión, con el color azul utilizado para Visión en los episodios en blanco y negro sugeridos por el supervisor de efectos visuales de Lola, Trent Claus, basado en su conocimiento del maquillaje utilizado para Yo amo a Lucy. La segunda supervisora de efectos visuales de la serie, Sarah Elm, se centró en los efectos de Visión y llegó a saber qué partes del rostro de Bettany debían conservarse y reemplazarse para que coincidieran con el aspecto del personaje en las películas y, al mismo tiempo, conservar la interpretación de Bettany. Varios proveedores trabajaron en Visión para la serie y se les permitió usar sus propias metodologías para el personaje siempre que el resultado final fuera consistente. Por lo general, utilizaron complejas técnicas de maquillaje digital y en 3D para crear el personaje, con secciones de la cara de Bettany reemplazadas por imágenes generadas por computadora, toma por toma; los ojos, la nariz y la boca del actor solían ser los únicos elementos retenidos. La piel de Visión necesitaba moverse para coincidir con el desempeño de Bettany y, a veces, los reflejos especulares del maquillaje se mantuvieron para la versión digital, pero no se pretendía que pareciera una piel real con maquillaje y no tiene poros ni arrugas. Se aplicaron lentes de contacto digitales sobre los ojos de Bettany para crear los «gráficos radiales digitales complejos» que tienen los ojos de Visión, aunque estos no se agregaron durante los primeros tres episodios para darle a Visión un aspecto más «saludable» durante esos períodos de comedia. Los artistas de efectos visuales también tuvieron que arreglar manualmente los fondos alrededor de la cabeza de Visión, ya que tiene una cabeza más estrecha que Bettany y no tiene orejas. MARZ, SSVFX y Lola VFX fueron los principales proveedores de la cara de Visión en la realidad de la comedia, mientras que Digital Domain creó una versión digital completa del personaje para el episodio final que compartieron con otros proveedores para su uso en episodios anteriores. También crearon un modelo completo para Visión Blanco.
Rodeo FX pasó nueve meses desarrollando los efectos visuales para el límite Hex y trabajó en 348 tomas en la mayoría de los episodios de la serie. DeMarco dijo que el Hex debía lucir como si estuviera hecho de las «líneas catódicas de los viejos televisores de tubo y pixelización y muchos efectos geniales de aberración cromática RGB», con fotografías que tenían «el lenguaje de la televisión» también referenciadas para el diseño. Rodeo intentó usar la tecnología de nube de puntos para crear el efecto, pero esto solo funcionó bien para fondos oscuros. El límite es inicialmente claro y difícil de ver, pero se vuelve rojo una vez que Wanda emerge del límite en «On a Very Special Episode...» para reflejar su ira y reforzar que es una barrera dura. Rodeo también fue responsable de la secuencia en la que Visión intenta dejar el maleficio en «All-New Halloween Spooktacular!» y comienza a desintegrarse, y la escena en la que Rambeau entra en el maleficio y gana superpoderes en «Breaking the Fourth Wall». ILM manejó la creación de Hex y Visión en «Previously On», y también el efecto de su desaparición en «The Series Finale». Cantina Creative diseñó y animó gráficos para diferentes monitores y dispositivos como la mesa holográfica de S.W.O.R.D. Según se informa, se agregaron una serie de efectos visuales finales a la serie después de su estreno.

### Música

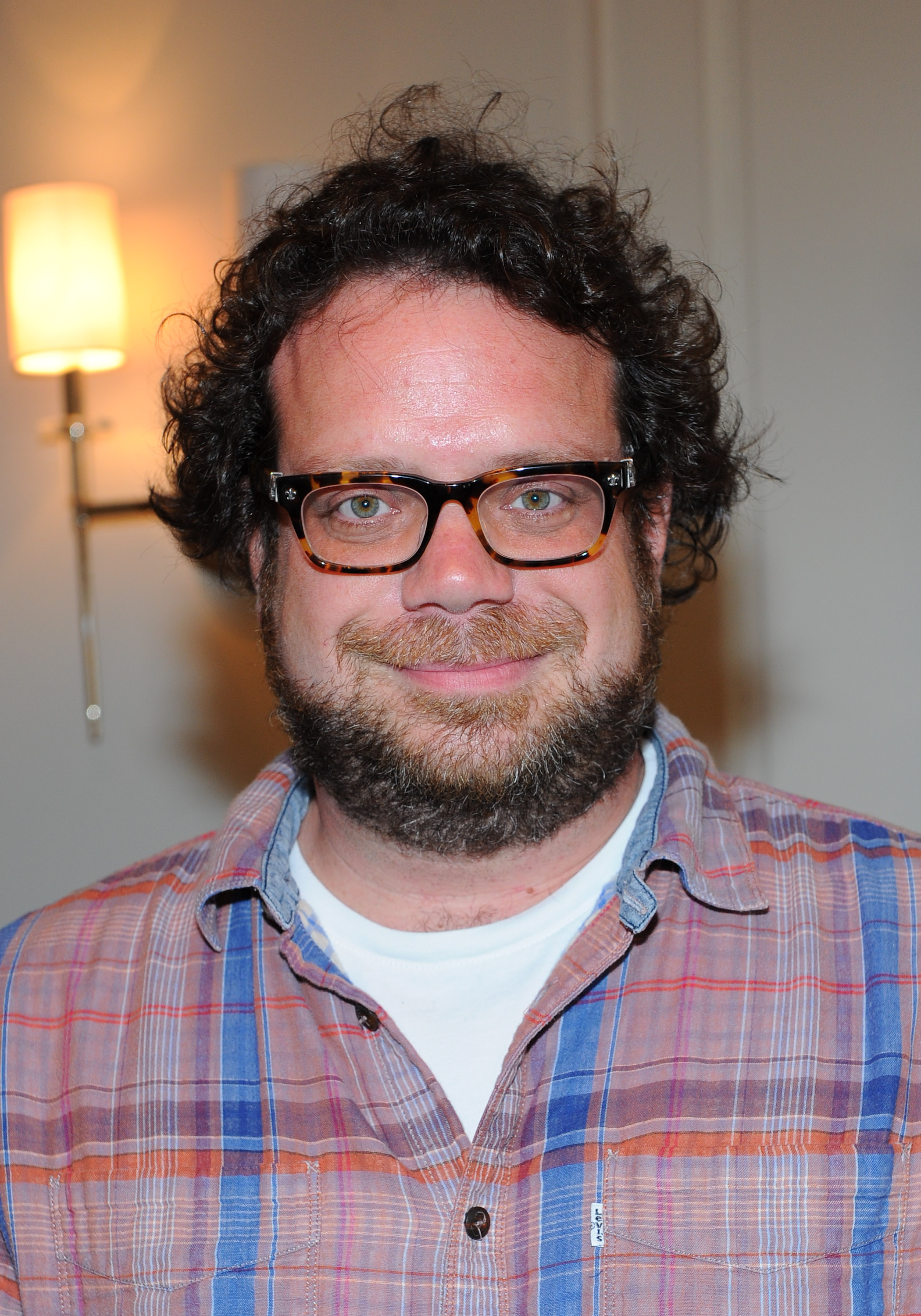
Christophe Beck compone parte de la banda sonora de la serie.

En enero de 2020, Christophe Beck anunció que compondría la banda sonora de la serie, después de componer previamente Ant-Man (2015) y Ant-Man and the Wasp. Beck rindió homenaje a las comedias de situación en cada período de tiempo a través de su instrumentación, estilo compositivo y técnicas de grabación y mezcla específicas del período. Los primeros episodios presentan pequeños conjuntos orquestales, y los episodios posteriores tienen un estilo más rock-pop, y la música se vuelve más omnipresente a medida que avanza la serie. Beck también esperaba igualar la localización de cada era de comedias de situación, pero descubrió que esto no siempre funcionaría debido a que el público moderno esperaba más música de la que habrían incluido las comedias de situación más antiguas. El colaborador frecuente de Beck, Michael Paraskevas, compuso música adicional, al igual que Alex Kovacs, con Kovacs contratado debido a su experiencia con técnicas de orquestación más antiguas y música de jazz que Beck encontró útil al escribir para los primeros episodios de la serie. Beck se sintió más cómodo una vez que los episodios requirieron música inspirada en las décadas de 1980 y 1990. Para conectar la música de las diferentes épocas de las sitcom, así como la música más tradicional para fuera de la realidad de las sitcom, Beck compuso varios temas que se utilizan en los diferentes estilos, lo cual fue posible ya que sabía hacia dónde iban las series y los personajes desde el principio.: 9  Beck estaba muy emocionado por la oportunidad de escribir un tema definitivo para Wanda que se escucha durante los créditos finales de la serie, que esperaba que otros compositores repitieran para las futuras apariciones del personaje en el UCM. Beck también escribió un tema de amor para Wanda y Visión que dijo que transmitiría sentimientos de amor, tragedia y tristeza, que comparó con la música romántica que compuso para la serie Buffy the Vampire Slayer.

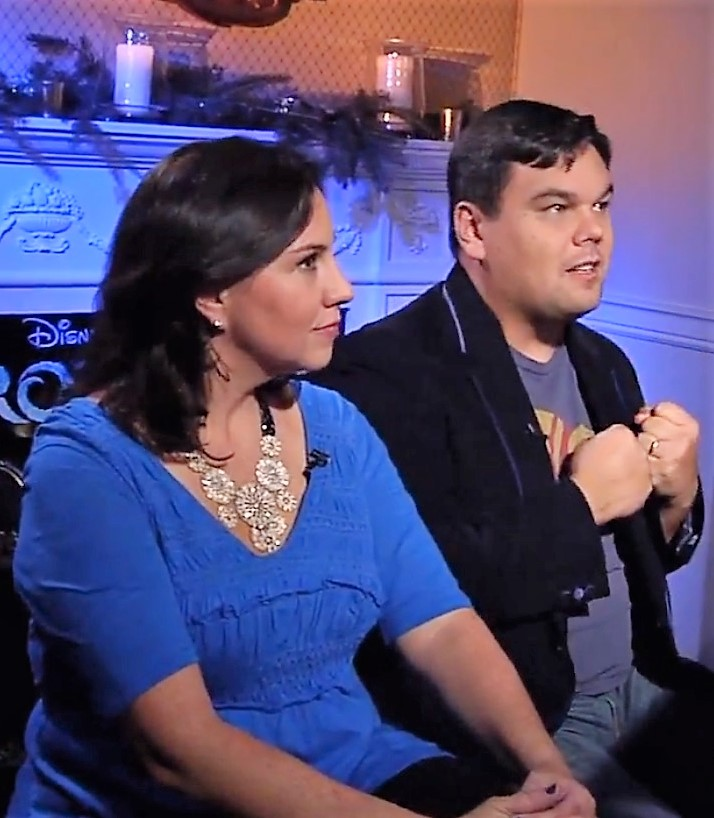
Kristen Anderson-Lopez y Robert Lopez componen la otra parte la banda sonora; en especial la canción «Agatha All Along» que es la canción más destacada de la serie.

En diciembre de 2020, se anunció que Robert Lopez y Kristen Anderson-Lopez habían escrito canciones temáticas para algunos de los episodios de la serie. Fueron contactados para la serie a mediados de 2019 por Shakman, quien era amigo de López en la universidad, y previamente habían trabajado con Beck en la música de la franquicia Frozen de Disney. Para ayudar a vender la serie a la pareja, Shakman hizo referencia al corto de Adult Swim; Too Many Cooks, que la pareja conocía y llamó uno de sus bocetos favoritos. La pareja se inspiró en los temas musicales de comedias pasadas, así como en la música de películas de James Bond, el compositor Burt Bacharach y el pianista y compositor de jazz, Dave Brubeck. Para unir sus temas, López y Anderson-López crearon un motivo de cuatro notas que funcionó en cada uno de los estilos de las canciones temáticas. El motivo inicia con una octava, seguida de un tritono, que también se conoce como «el intervalo del diablo»; esta era su forma de decir musicalmente que la serie era un «gran swing de colores brillantes y al mismo tiempo realmente inquietante». López describió el motivo como «algo así como la llamada de WandaVision, fácilmente identificable de alguna manera en cada canción» que se incorporó de diferentes maneras cada vez.: 9  La pareja utilizó su conocimiento de las comedias de situación al ver a medida que crecían, y descubrieron que la década de 1990 era la época más desafiante para escribir un tema musical debido a que ambos estaban en la universidad durante esa década en la que no tenían televisión, mientras que la década de 1980 era su favorita. Anderson-Lopez agregó que era un desafío asegurarse de que los temas no «parodiaran ningún programa en particular», sino que «evocarían todas las canciones icónicas de toda una década y serían lo suyo». Ella también sintió que era su trabajo con las canciones temáticas establecer el tono, el lugar y el tiempo de los episodios en lugar de las tarjetas de título que proporcionaban dicha información. La pareja cantó en muchas de las canciones temáticas, algo que normalmente no hacen para las versiones finales de sus canciones, lo que Anderson-Lopez atribuyó en parte a la pandemia. A ellos se unió un grupo de cantantes de respaldo para algunas de las canciones.
Beck eligió alinear el estilo y la instrumentación de la música de algunos episodios con los temas musicales de esos episodios, y trató de incluir motivos de las canciones en la partitura de fondo siempre que fue posible. Su música fue grabada con una orquesta de 75 jugadores en Viena, y completó su trabajo en la serie en febrero de 2021. Los álbumes de la banda sonora de cada episodio, incluida la partitura de Beck y los temas musicales de Lopez y Anderson-Lopez, fueron lanzados digitalmente por Marvel Music y Hollywood Records del 22 de enero al 12 de marzo de 2021, una semana después del estreno de cada episodio. Uno de los temas, «Agatha All Along», se volvió viral después de aparecer en «Breaking the Fourth Wall», alcanzando el número uno en la lista de bandas sonoras de iTunes y ocupando el quinto lugar en la lista de los 100 sencillos de iTunes, y debutó en la lista de ventas de canciones digitales de Billboard en el puesto 36. También ganó el Primetime Emmy Award a la mejor música original y letras y fue nominada para el Premio Grammy a mejor canción escrita para medios visuales.

## Marketing

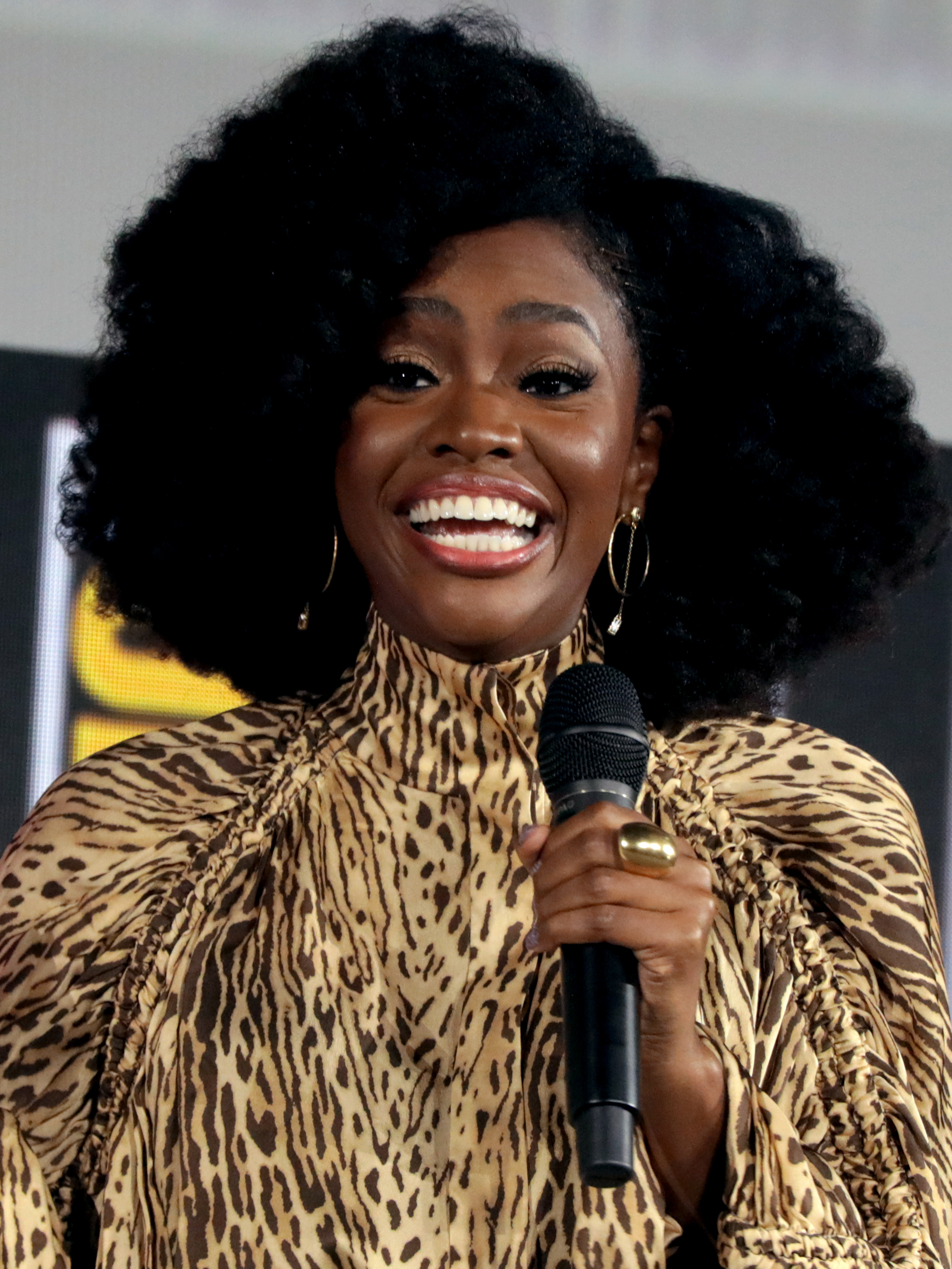
Teyonah Parris hablando en la San Diego Comic Con de 2019, por WandaVision.

El equipo de marketing de Disney concibió su campaña para la serie aproximadamente un año y medio antes de su lanzamiento. En el D23 de 2019, Olsen confirmó que la serie mezclaría elementos de comedias de situación clásicas con el UCM, que se mostró en un adelanto de la serie que combinaba imágenes de Wanda y Visión de películas anteriores del UCM con imágenes de antiguas comedias de situación [The Dick Van Dyke Show y Father Knows Best]. La serie fue promocionada como parte de Expanding the Universe, un especial de Marvel Studios que debutó en Disney+ el 12 de noviembre de 2019. En diciembre, Feige estrenó la primera imagen de la serie en Comic Con Experience. Vinnie Mancuso de Collider dijo que era «muy interesante», destacando el color «blanco y negro de la vieja escuela». Durante el Super Bowl LIV se mostró un comercial de la serie y de la series The Falcon and the Winter Soldier y Loki de Marvel Studios, Disney+. Dais Johnston de Inverse encontró referencias visuales a comedias pasadas en el comercial, incluyendo The Dick Van Dyke Show, Leave It to Beaver, Bewitched, The Brady Bunch, Roseanne y Full House. Pensaron que la serie sería una «visita obligada» para los fanáticos de Marvel, así como para «cualquiera que busque un toque de nostalgia: el marco que abarca todas las épocas significa que cualquiera puede revivir los programas de su infancia». Julia Alexander de The Verge dijo que el metraje «no era mucho», pero ofrecía «suficientes vislumbres para provocar a los fans». Haleigh Foutch en Collider sintió que todos los comerciales del Super Bowl, Marvel «se robó todo el espectáculo». Estaba muy emocionada por las imágenes de WandaVision, «de aspecto absolutamente extraño e impredecible».
El tráiler oficial de la serie se lanzó el 20 de septiembre de 2020, durante la 72.° edición de los Premios Primetime Emmy. El tráiler recibió 55,7 millones de visitas en línea en 24 horas, incluidos 36,1 millones en YouTube, 4,9 millones en Facebook y 10,1 millones en Instagram, que se creía que era el número más alto de un tráiler de una serie de televisión en tiempo real. WandaVision también tuvo más de 302,600 menciones en redes sociales, siendo tendencia en Twitter inmediatamente después de que se emitiera un adelanto durante los Premios Emmy antes del lanzamiento del tráiler completo y, finalmente, en el cuarto lugar en Twitter. El avance fue el video de tendencia número dos en YouTube. Ethan Anderton de /Film dijo que el metraje en el tráiler parecía «uno de los proyectos más alucinantes de Marvel hasta la fecha». También notó aspectos más alegres del tráiler, como Visión vistiendo un disfraz de Halloween del diseño del cómic del personaje. Matt Patches en Polygon calificó el tráiler como «un puntazo, lleno de colores brillantes y comportamiento extraño», y agregó que todavía dejaba gran parte de la serie en un misterio. Noah Domínguez, de Comic Book Resources, dijo que el tráiler «ofrece bastante en términos de contenido» con «una mirada vívida a algunos de los trucos visuales en exhibición». Charles Pulliam-Moore, de io9, calificó el uso de «Twilight Time» por The Platters en el tráiler como «el más inquietante» de todas sus características extrañas, y sintió que la edición del tráiler creó «el efecto de hojear rápidamente los canales de televisión en busca de algo bueno para mirar». Richard Newby de The Hollywood Reporter describió el tráiler como «repleto de información» y consideró que «les da a los fans mucho que esperar, así como algunos misterios sobre los que reflexionar antes del estreno». Después de que se reveló que los actores de películas anteriores de Spider-Man aparecerían en Spider-Man: No Way Home, Graeme McMillan de The Hollywood Reporter vio el avance oficial de la serie «bajo una nueva luz», sugiriendo las diferentes versiones de Wanda y Visión que aparecen en la serie debido a que Wanda «derriba muros entre diferentes realidades», lo que podría establecer Doctor Strange en el multiverso de la locura y Spider-Man: No Way Home.
A principios de diciembre, se publicaron diariamente seis carteles de la serie, cada uno de los cuales representaba una década desde la década de 1950 hasta la de 2000. Pulliam-Moore señaló que con cada nuevo cartel, «diferentes elementos cambian y se transforman, ambos reflejando el paso del tiempo y el desarrollo de la trama de WandaVision». El lanzamiento de los carteles fue seguido por un nuevo tráiler que debutó en la presentación del Día del Inversor de Disney. Anderton destacó para /Film que el tráiler presentaba más imágenes no inspiradas en comedias de situación de las que se habían visto anteriormente, con «mucho en qué sumergirse». Chaim Gartenberg en The Verge calificó el nuevo tráiler de «alucinante», mientras que Tom Reimann de Collider lo describió como «deliciosamente extraño» y lo comparó con la historia del cómic House of M. Tony Sokol de Den of Geek destacó el uso en el tráiler de la canción «Daydream Believer» de The Monkees, creyendo que el título y la letra reflejaban bien el estado mental de Wanda a pesar de que la música se vuelve «apenas reconocible bajo capas crecientes de rareza psicodélica». El tráiler recibió 9 millones de visitas en YouTube. Los dos primeros episodios de la serie Marvel Studios: Leyendas, estrenados el 8 de enero de 2021, exploran Wanda y Visión utilizando imágenes de sus apariciones en películas del UCM.
Incluyendo los avances antes mencionados, la campaña de marketing de la serie en anuncios al aire libre, digitales, televisivos y de revistas produjo 2,14 mil millones de impresiones. La firma de análisis RelishMix determinó que el alcance social de la serie dentro de su «universo de redes sociales» fue de 263.000, que estaba «años luz por delante de la mayoría de los programas de transmisión». Los diversos avances, anuncios y entrevistas publicados en YouTube obtuvieron la mayor conciencia y participación de WandaVision, y RelishMix señaló que el contenido publicado en los canales oficiales de Marvel, Disney y Disney+ se volvió a publicar en los canales de fans. Antes del estreno de la serie, aparecieron anuncios, «intersticiales de acrobacias de aspecto especial, adquisiciones de marcas compartidas, integraciones gráficas al aire, integraciones en el programa y contenido de talento personalizado» en los diversos canales y activos de Walt Disney Television, ESPN y Hulu, mientras que se vieron vallas publicitarias en las principales ciudades como Nueva York y Los Ángeles. A los talentos y personas influyentes se les envió una «caja de cena de TV que tenía una bandeja de TV personalizada, un juego de utensilios, posavasos, vasos y un diario [personalizado] diseñado para parecerse a una guía de TV Guide». Se creó una «cuadrícula de 'flexión de la realidad' nunca antes hecha que se actualiza por sí sola» para la cuenta de Instagram de la serie, con el equipo de marketing de Disney subiendo cada publicación en un orden específico mientras la cuenta era privada y luego archivándolas. Una vez que la cuenta se hizo pública, las diferentes publicaciones se desarchivaron y se volvieron a archivar para mostrar una cuadrícula diferente de imágenes para cada episodio. Los emojis personalizados en Twitter se actualizaban cada semana a medida que WandaVision avanzaba a lo largo de las décadas.
En enero de 2021, Marvel anunció su programa «Marvel Must Haves», que reveló nuevos juguetes, juegos, libros, indumentaria, decoración del hogar y otros productos relacionados con cada episodio de WandaVision cada lunes del 18 de enero al 8 de marzo de 2021. El 10 de mayo de 2021 se reveló la mercancía adicional "Must Haves". Desde finales de febrero de 2021 hasta que la serie concluyó a principios de marzo, Marvel se asoció con el chef Justin Warner para lanzar recetas de comida que aparecen en cada episodio o se inspiran en ellos. En junio de 2021, Hyundai Motor Company lanzó un comercial con Olsen como Wanda promocionando WandaVision y Hyundai Tucson. El comercial fue producido por Marvel junto con comerciales similares para The Falcon and the Winter Soldier, Loki y What If ...?, Y estaba destinado a contar una historia «en el mundo» ambientada dentro de la narrativa de la serie.
En julio de 2023, Manta Lab anunció cajas de discos (SteelBooks) de edición limitada para la serie con varios accesorios como postales, tarjetas de personajes y calcomanías. Los discos DVD o Blu-ray no se incluyeron con los SteelBooks, ya que no era un comunicado de prensa oficial de Walt Disney Studios Home Entertainment.

## Estreno

### Streaming
WandaVision se estrenó en Disney+ el 15 de enero de 2021, con sus dos primeros episodios. Los otros siete episodios se estrenaron semanalmente hasta el 5 de marzo. Marvel Studios originalmente planeó estrenar los primeros tres episodios a la vez, pero decidió no hacerlo porque el episodio final no se habría completado a tiempo para ese calendario de estrenos. También consideraron estrenar la serie completa de una vez, pero eligieron estrenos semanales después de ver el éxito que tuvo la serie de Disney+ y Star Wars, The Mandalorian con ese enfoque. Los episodios se estructuraron posteriormente con el estreno semanal en mente, y Feige explicó que querían que la audiencia tratara de «adivinar qué sucede a continuación, tener una semana especulando o volviendo a ver y construyendo esa anticipación». Sintió que ver la serie en forma de maratón después de que se publicaran todos los episodios sería una «experiencia igualmente divertida».
Según Shakman, la serie pudo estrenarse tan pronto después de que terminó la filmación porque el trabajo de posproducción ya había comenzado durante el cierre de la producción de COVID-19 de la serie.: 34  Schaeffer sintió que la serie era «adecuada para [ser estrenada durante] este momento en el tiempo», en medio de la pandemia, porque es un «reflejo de mucha de la ansiedad que estamos sintiendo, y mucho del patetismo y el caos de [2020], así que me parece muy bien».: 35  Matt Miller de Esquire sintió que WandaVision tuvo una sincronización increíble con su estreno ya que gran parte de la audiencia estaba «escapando colectivamente a la nostalgia para hacer frente a una pandemia y el caos general del mundo real». También sintió que WandaVision estaba «comentando sobre la naturaleza y el propósito de consumir entretenimiento de cómics». La serie se programó originalmente para su estreno a principios de 2021, antes de avanzar a un estreno de diciembre de 2020 en febrero de 2020. Luego se trasladó de nuevo a la ranura de principios de 2021 en noviembre de 2020. Es la primera serie y el comienzo de la Fase Cuatro del UCM.

### Medios domésticos
WandaVision fue lanzada en Ultra HD Blu-ray y Blu-ray por Walt Disney Studios Home Entertainment, el 28 de noviembre de 2023, con empaques de discos (SteelBooks) y tarjetas de arte conceptual. Las funciones adicionales incluyen «Through the Eras» con el elenco y el equipo, junto con una mirada a la serie derivada, Agatha All Along; escenas eliminadas; un carrete de bloopers; y el especial documental Marvel Studios: Assembled, «The Making of WandaVision».

## Recepción

### Audiencia
WandaVision fue el estreno de la serie más visto de Disney+ en su primer fin de semana, antes de la segunda temporada de The Mandalorian, hasta que Disney+ anunció que había sido superado por el estreno de la serie de The Falcon and the Winter Soldier en marzo de 2021. En comparación con otras series de streaming en cada semana de su estreno, WandaVision no tuvo la mayor cantidad de minutos vistos utilizando las mediciones de Nielsen Media Research. Scott Mendelson de Forbes sintió que el suyo podría atribuirse al calendario de estrenos semanales de WandaVision, y opinó que Disney aceptó esto a cambio de las continuas discusiones y la cobertura que el estreno semanal había brindado a series de eventos como Game of Thrones y The Mandalorian. Según el proveedor de análisis TVision, que cuenta los espectadores estadounidenses en televisores conectados que han visto al menos dos minutos dentro de una sesión de ver contenido durante al menos cinco minutos, WandaVision fue el título más visto de enero de 2021 en todos los principales servicios de streaming y video publicitario a pedido de EE. UU. La serie tuvo un tamaño de audiencia indexada de 8.127, que fue 81 veces más vistas que la serie promedio medida por el servicio.

### Respuesta crítica
El sitio web del agregador de reseñas, Rotten Tomatoes informó una calificación de aprobación del 91% con una calificación promedio de 7.85/10, basada en 407 revisiones. El consenso crítico del sitio dice: «En parte un homenaje amoroso a la historia de la televisión, en parte un misterio desordenado, WandaVision es un paso maravillosamente extraño y sorprendentemente audaz en la pantalla chica para el UCM, y un escaparate perfecto para Elizabeth Olsen y Paul Bettany». Metacritic, que utiliza un promedio ponderado, asignó una puntuación de 77 sobre 100 sobre la base de 43 críticos, lo que indica «revisiones generalmente favorables».
Los primeros tres episodios fueron entregados a los críticos para que revisaran la serie antes de su estreno, y Rebecca Iannucci de TVLine les dio una «A», elogiando a WandaVision por desviarse de las expectativas de una historia del UCM. Daniel Fienberg, de The Hollywood Reporter, dijo que era «creativamente valiente» que una franquicia centrada en la acción hiciera una «exploración posmoderna de las convenciones de las comedias de situación» que sus principales fanáticos pueden no disfrutar. Shirley Li en The Atlantic elogió lo poco que está en juego la serie y se centró en el duelo y el trauma de Wanda, lo que le dio al personaje la oportunidad de procesar la pérdida de una manera que las películas de superhéroes generalmente no permiten. Caroline Framke, que escribe para Variety, fue más crítica con la serie, creyendo que sería demasiado confusa para los fanáticos casuales y afirmó que no era tan buena para ser una comedia de situación como la serie que estaba copiando. Ella prefería cuando se enfocaba en sus misterios subyacentes. Dominic Patten de Deadline Hollywood también fue crítico, describiéndolo como un «chiste del baby boom en busca de una broma» y creyendo que la serie de Netflix de Marvel Television y Agents of S.H.I.E.L.D. de ABC eran mejores.

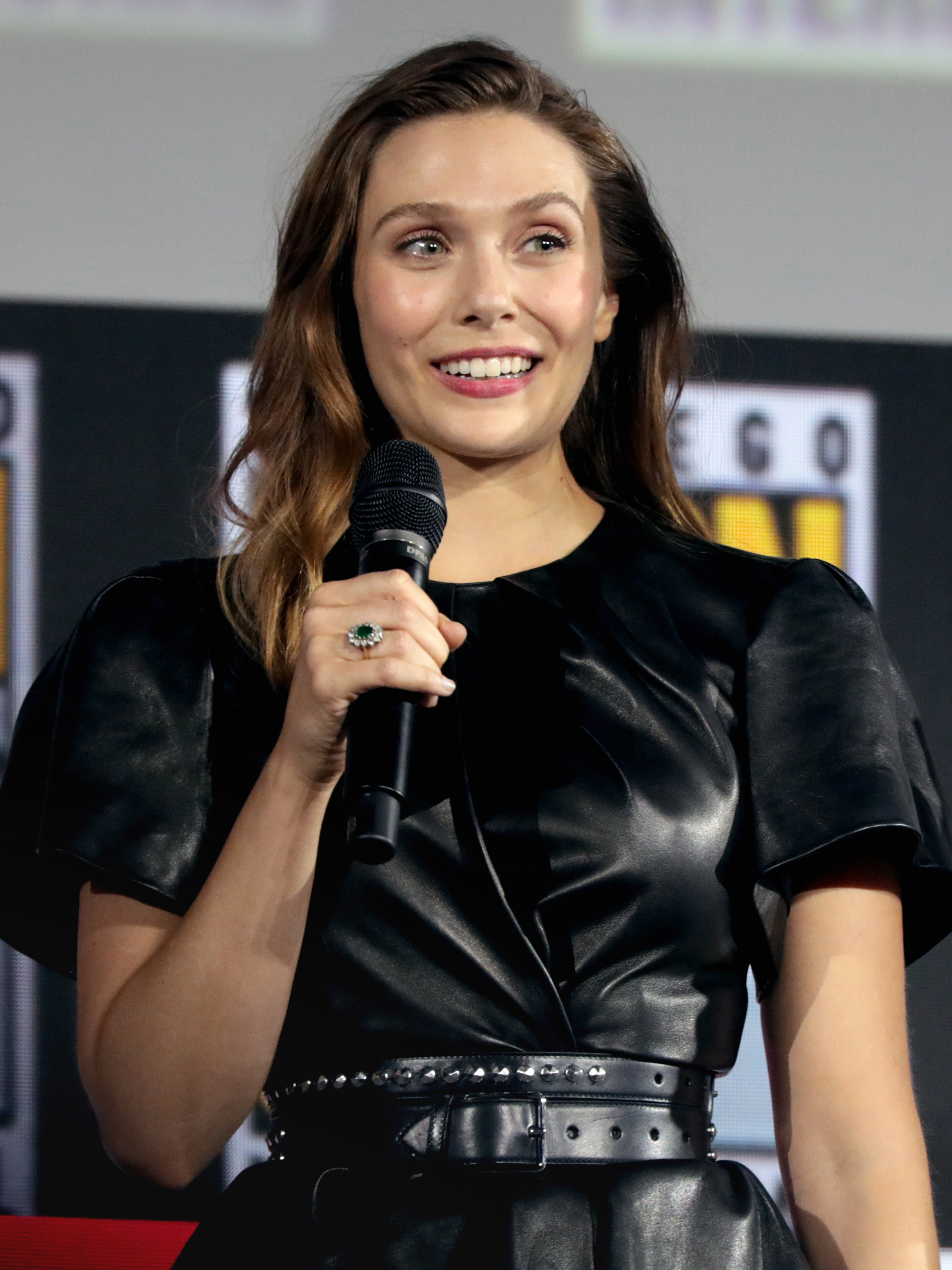
La actuación de Elizabeth Olsen fue la más aclamada de la serie.

Muchos críticos elogiaron la recreación de la serie de estilos y tópicos de comedias de situación. Iannucci sintió que WandaVision fue capaz de encapsular perfectamente las comedias de situación que estaba replicando, y esto ayudó a que sus elementos misteriosos fueran convincentes durante los primeros tres episodios. Richard Roeper del Chicago Sun-Times describió la serie como un «tributo minuciosamente elaborado e impresionantemente acertado a la evolución de la comedia de situación estadounidense», y le otorgó 3,5 estrellas de 4, mientras que Melanie McFarland de Salon dijo que el equipo creativo de la serie había recreado las comedias de situación con «precisión admirable» y elogió especialmente el trabajo de Shakman. Ella cuestionó si el estilo único de los primeros tres episodios se mantendría hasta el final de la serie, pero sintió que valdría la pena verlo de cualquier manera. Li y Niv M. Sultan de Slant Magazine sintieron que era probable que la serie se moviera hacia un formato del UCM más tradicional, pero aun así elogiaron los elementos de la comedia de situación en los primeros episodios. Roxana Hadadi de RogerEbert.com fue menos positiva sobre los elementos de la comedia de situación y la forma en que habían «marginado» a Wanda y Visión. Hadadi cuestionó el papel que jugaron las recreaciones de la comedia en la historia y el desarrollo del personaje, lo que no quedó claro en los primeros tres episodios. Michael Phillips, que escribía para el Chicago Tribune, criticaba los tópicos de la comedia en sí, como las pistas de risa «enlatadas y mortales», así como el ritmo de los episodios, aunque siguió disfrutando de los episodios cuatro a siete más porque sintió que esos elementos de la comedia de situación encajaban mejor con el elenco.
Al revisar la serie completa de Polygon, Joshua Rivera criticó su final por configurar futuros proyectos del UCM en lugar de resolver su propia historia. Dijo que el mayor éxito de la serie no fue estar interesado en el heroísmo o justificar las acciones de Wanda, pero sintió que había socavado su exploración del duelo de Wanda al no explorar también el duelo de Rambeau. Alan Sepinwall de Rolling Stone y el canciller Agard de Entertainment Weekly también expresaron su preocupación por el enfoque de la serie en establecer otras historias del UCM en su final, pero ambos sintieron que esto no quitó el éxito de la serie. Agard disfrutó de los objetivos de menor importancia de la serie de explorar el duelo y convertir a Wanda en un personaje completamente desarrollado de una manera que las películas anteriores del UCM nunca lo habían hecho. Le dio a la serie completa una «B+». Sepinwall elogió la serie por su uso de «forma narrativa para servir a la función emocional» y expresó su esperanza de que Marvel Studios continuaría experimentando con sus proyectos del UCM de manera similar. Zaki Hasan en el San Francisco Chronicle sintió que WandaVision funcionaba tanto como una entrega en la franquicia del UCM como también como una «historia introspectiva», con un final que era «honesto con su audiencia [y] fiel a sí mismo». También sintió que se trataba de una historia adecuada para la televisión en serie, con los misterios centrales dando paso a «meditaciones sobre el amor y la pérdida» en sus episodios. Matt Purslow de IGN le dio a la serie un 8 sobre 10 y la elogió como un cambio audaz para el UCM que no se parecía a ninguna otra serie de televisión convencional. Sintió que el mayor defecto de la serie era el hecho de que sus intereses emocionales se mantuvieron como un misterio durante tanto tiempo, pero en retrospectiva elogió la estructura de los episodios de la serie que no tenían una fórmula e hicieron que «cada entrega se sintiera como una aventura genuinamente nueva».
Las interpretaciones de Olsen, Bettany, Hahn y Parris fueron elogiadas por la crítica, y también se apreciaron los papeles de Dennings y Park como alivio cómico. Sam Barsanti de The A.V. Club dijo que la mayor fortaleza de la serie fue la forma en que tomó personajes establecidos del UCM y los puso en un nuevo tipo de historia para la franquicia. Olsen recibió un elogio particular, con Iannucci describiendo la serie como una oportunidad para que la actriz muestre sus habilidades de actuación, y Feinberg llamándola un mejor «vehículo de actuación» que los papeles de Olsen en las películas del UCM. Framke elogió la forma en que Olsen equilibró su interpretación actual de Wanda con las influencias de la comedia de situación de la serie, y sintió que la serie no funcionaría sin un «actor matizado como Olsen atado a algún tipo de realidad». Purslow destacó la «habilidad camaleónica» de Olsen para replicar las actuaciones de actrices de las diferentes épocas de las comedias de situación y, al mismo tiempo, proporcionó el «peso» necesario para las escenas más dramáticas del personaje. Al hablar de la serie de The Ringer, Alison Herman la elogió por centrarse en Olsen como Wanda y explorar temas de duelo, maternidad y la historia del género en los medios sin ser comercializada como una serie de superhéroes centrada en mujeres. Describió a WandaVision como una «pieza de entretenimiento masivo que se centra en las mujeres y, como resultado, agrega profundidad, pero no exige que se le lea como tal».

### Análisis

#### Teorías y especulaciones
Después de los primeros tres episodios, Iannucci cuestionó si la serie hubiera sido más adecuada estrenando todos los episodios a la vez en lugar de semanalmente. William Hughes de The A.V. Club estuvo de acuerdo, creyendo que el formato de «caja misteriosa» revelando lentamente estaba «en oposición directa al espíritu del UCM, que puede tolerar un misterio exactamente durante el tiempo que le toma a su audiencia más inquieta comenzar a retorcerse. Ocultar información —ocultar cualquier cosa— va en contra de lo que convirtió a estas películas en una institución de la cultura pop, y esa necesidad de proporcionar le da a WandaVision la sensación de que un espectáculo se está moviendo en más direcciones de las que podría sugerir su premisa ya bifurcada». Hughes también sintió que las pistas misteriosas menos sutiles, como los cambios en el estilo cinematográfico, distraían la atención del «legítimamente maravilloso trabajo [que los protagonistas de la serie] están haciendo en su homenaje a los estilos de comedia clásica». Miles Surrey, que escribe para The Ringer, no estuvo de acuerdo con Hughes, pensando que la serie entendió las expectativas de la audiencia al explicar los misterios que la audiencia probablemente ya estaba deduciendo en el cuarto episodio. Surrey agregó que WandaVision, «realmente no está tratando de ocultar de qué se trata, pero eso funciona en beneficio del programa. La serie está mejorando, y mucho más espeluznante, cuanto más baja el telón... [pavimentando] el camino para que Marvel haga un esfuerzo concertado para incursionar en el horror; al menos según los estándares del UCM».
Los elementos misteriosos de la serie y el uso de pistas falsas llevaron a muchas teorías que fueron ampliamente discutidas. los arenques incluían el personaje «Dottie», elementos de los decorados y efectos visuales. También se identificaron y analizaron imágenes recurrentes, como hexágonos. Se discutió en particular la elección de Peters como «Pietro Maximoff», y muchos fanáticos creyeron que su papel era relacionado con el multiverso e indicó un cruce con la serie de películas X-Men; también surgió la especulación de que miembros adicionales de los X-Men aparecerían en la serie. El hecho de que este no fuera el caso llevó a Carlos Morales de IGN a describir el casting como innecesario y un «movimiento hueco, porque simultáneamente diluye lo que debería ser un personaje importante en un cameo; '¡Lo conozco!', al mismo tiempo que abre un pozo de especulación que en realidad no va a ninguna parte». Schaeffer defendió el casting y explicó que no estaba destinado a sentirse como una broma y, en cambio, se hizo como parte de una exploración más amplia de la serie sobre el duelo de Wanda. Agregó que usar a otro actor «no iba a tener la misma emoción, locura y preguntas, y sería tan desorientador». Daniel Gillespie de Screen Rant estuvo de acuerdo, calificó el casting como un movimiento inteligente que ayudó a generar una discusión sobre la serie que podría no haber sucedido con otro actor. Adam B. Vary de Variety sintió que el casting fue una buena broma, pero señaló que solo funcionaba si el espectador sabía que Peters había interpretado previamente a Peter Maximoff en las películas de X-Men. Aquí es donde Vary sintió que la serie «se metió en algunos problemas» ya que «todo tipo de travesuras del multiverso parecían estar en juego, y el fandom serio (y seriamente en línea) tomó eso y corrió con él».
Otras teorías sobre las que especularon los fanáticos y los comentaristas incluyen un ingeniero aeroespacial mencionado por Rambeau que resultó ser un personaje existente de Marvel Comics como Reed Richards de Los 4 Fantásticos; Benedict Cumberbatch retomando su papel de Stephen Strange; y el personaje de Marvel Comics, Mefisto siendo el villano secreto de la serie. Estas teorías no dieron resultado aunque más tarde se reveló que había planes iniciales para que Cumberbatch apareciera en la serie. Schaeffer sintió que la serie nunca presentó las expectativas de que nada de la especulación sería parte de la serie, y creía que cumplía con las expectativas y promesas que hizo. Carly Lane de Collider estuvo de acuerdo con este sentimiento, creyendo que la serie nunca se desvió de la historia que se propuso contar, y agregó que el estreno semanal de WandaVision permitió a los espectadores crear «expectativas sobre lo que ellos esperaban que el programa satisficiera, en lugar de centrarse en lo que realmente nos dio». Lane concluyó que no había nada intrínsecamente malo con las teorías de los fanáticos, pero equiparar una experiencia gratificante con la cantidad de teorías que se hacen realidad «pasa por alto todos los lugares donde la historia ya ha tenido éxito».

#### Duelo y nostalgia
La terapeuta de trauma Erin Qualey sintió que WandaVision era una representación positiva de problemas complejos de salud mental en los medios, afirmando que la exploración del duelo de Wanda en la serie la convirtió «rápidamente en uno de los personajes más identificables de la televisión» en la era COVID-19, en la que muchos vivían con traumas similares. Qualey agregó: «Al explorar cómo el proceso de admitir la debilidad puede convertirse en una fortaleza inherente, la historia de Wanda marca una desviación refrescante, aunque temporal, de la fórmula habitual de los cómics», y disfrutó de que la serie explorara las luchas internas de una persona que la gente podría relacionarse, en lugar de confiar en un evento catastrófico o luchar contra los villanos para el espectáculo. Hablando de un momento en el octavo episodio cuando Visión compara el duelo con la perseverancia del amor, Qualey dijo que era fantástico que Marvel «hiciera una pausa seria para transmitir este sentimiento».
Candace Davison de PureWow inicialmente descartó la serie y su réplica de los escenarios de las comedias de situación como un «programa de superhéroes cursi», pero finalmente descubrió que era una «alegoría poderosa para vivir a través de la pérdida y el trauma extremo, y en de alguna manera, refleja cómo todos estamos lidiando con la vida pandémica [COVID-19]». Davison había visto la serie como una «obra ingeniosa de programas de diferentes décadas», pero al final estaba discutiendo cómo la realidad de la comedia de situación de Wanda era una forma de lidiar con su trauma. Comparó esto con la serie de comedia The Office, que fue la serie más reproducida en 2020 cuando el público buscaba consuelo y escapismo. Gayle Sequeira en Film Companion, también discutió cómo la nostalgia de la comedia de situación no era solo un truco, y señaló que la serie muestra a los padres de Wanda usando comedias de situación como un mecanismo de supervivencia para su familia en una Sokovia devastada por la guerra, y Wanda luego usa la misma estrategia durante los momentos traumáticos de su vida adulta. Sequeira también discutió cómo la serie examina este mecanismo de afrontamiento y afirmó: «El programa promueve el entretenimiento como un espacio seguro y acogedor para quienes buscan un escape, pero también actúa como una advertencia para quienes lo emplean como un mecanismo de afrontamiento poco saludable... El estreno del programa durante una pandemia mundial, un momento en el que la gente recurre al entretenimiento como medio de afrontamiento más que nunca, recalca el punto».
En io9, Charles Pulliam-Moore llamó a la serie un «estudio de personajes peculiares» para Visión, ya que la serie le ha permitido  «habitar sus identidades como un héroe, un tonto y un esposo amoroso» envuelto en la construcción de una comedia de situación estadounidense. A Pulliam-Moore le fascinó particularmente que Visión se convirtiera en padre, dado que «se esfuerza en un trabajo que no entiende, verifica cuando las cosas se alteran en la noche y hace todo lo posible para encargarse de las tareas de la casa antes de que [Wanda] puede llegar a ellos con su magia», todo para asegurar que Wanda se mantenga feliz en su farsa. También sintió que la serie estaba teniendo un propósito con su exploración del romance y la intimidad, que sintió que «faltaba en gran medida» en las películas de superhéroes.

### Premios y nominaciones
WandaVision fue nominada para ocho premios Primetime Emmy y quince premios Primetime Creative Arts Emmy (ganando tres Creative Arts Emmys), así como un Premio del American Film Institute (ganado), un Premio Annie, un premio del Art Directors Guild (ganado), cuatro premios de la Crítica Televisiva, un premio del Sindicato de Directores de América, dos premios Globo de Oro, un premio Grammy, un Premio Hugo, un Premio Nebula (ganado), cuatro Premios People's Choice, uno premio del Producers Guild of America, cuatro Premios TCA, tres premios de Visual Effects Society, y un premio del Writers Guild of America, entre otros.
Bettany y Hahn fueron ampliamente considerados como los favoritos para ganar Mejor Actor Principal y Mejor Actriz de Reparto en una serie limitada, respectivamente, en los Emmy, y sus derrotas se consideraron una sorpresa, junto con la serie que solo recibió victorias en el Creative Arts Emmys. La serie es una de las 117 series de televisión que recibieron el sello ReFrame para los años 2020 a 2021. El sello es otorgado por la coalición de equidad de género ReFrame como una «marca de distinción para proyectos que...contratan a personas que identifican mujeres en cuatro de cada de ocho áreas críticas de producción» para mostrar los avances en la producción televisiva con equilibrio de género.

## Especial documental
En febrero de 2021, se anunció la serie documental Marvel Studios: Assembled. El primer especial de la serie, Assembled: The Making of WandaVision, explora la creación de la serie, con Schaeffer, Shakman, Olsen, Bettany, Rupp, Hahn, Parris, Park, Dennings, Peters y otros discutiendo las comedias de situación clásicas que inspiraron a la serie, cómo el equipo emuló los procesos de producción de las primeras comedias de situación y la experiencia de filmar frente a una audiencia de estudio en vivo. El especial fue estrenado en Disney+, el 12 de marzo de 2021, y se incluyó como parte del lanzamiento de medios domésticos de la serie, el 28 de noviembre de 2023.

## Futuro

### Continuación
En enero de 2021, Schaeffer dijo que no podía hablar sobre ningún plan potencial para una segunda temporada, pero dijo que la serie se sentiría completa. Shakman dijo que no había planes para una segunda temporada y que solo se haría si surgiera una historia específica que lo justificara. En junio de 2021, Olsen dijo que WandaVision era una serie limitada.
Feige no descartó una segunda temporada, pero dijo que no estaba planeada y que la historia de WandaVision continuaría en la película Doctor Strange in the Multiverse of Madness, entre otros lugares: Parris repitió su papel de Rambeau en la película The Marvels (2023), la secuela de Capitana Marvel, que fue coescrita por la escritora de WandaVision, Megan McDonnell.

### Spin-offs
WandaVision pretende servir como el inicio de una trilogía de series que incluye Agatha All Along y Vision Quest.

#### Agatha All Along
En octubre de 2021, se reveló que se estaba desarrollando una serie derivada de «comedia oscura», con Hahn regresando para repetir su papel de Agatha Harkness y Schaeffer como escritora y productora ejecutiva. Schaeffer, quien se desempeña como showrunner, también dirigió episodios de la serie, junto con Gandja Monteiro y Rachel Goldberg también dirigiendo. La participación de Hahn fue parte de un acuerdo más amplio que firmó con Marvel Studios para repetir su papel en series y películas adicionales. Marvel Studios anunció oficialmente la serie en noviembre de 2021. Otros actores que repiten sus papeles de WandaVision incluyen a Ford, Rupp, Payton, Lengel, Ali, Glick, Brian Brightman, y Forbes, protagonizando junto a Joe Locke, Sasheer Zamata, Ali Ahn, Maria Dizzia, Paul Adelstein, Miles Gutierrez-Riley, Okwui Okpokwasili, Patti LuPone, y Aubrey Plaza. Rupp describió la serie como la segunda temporada de WandaVision. Agatha All Along estrenó en septiembre de 2024.

#### Vision Quest
Para octubre de 2022, se estaba desarrollando una segunda serie derivada centrada en Visión de Bettany, titulada Vision Quest, con Bettany protagonizando y con Schaeffer como escritora principal. Schaeffer ya no estaba desarrollando Vision Quest en mayo de 2024, debido a su enfoque en Agatha All Along, y Marvel Studios contrató a Terry Matalas para volver a desarrollar la serie y servir como su showrunner; se confirmó que Bettany todavía retomaría su papel. Marvel todavía se refería a la serie como Vision Quest, aunque se informó que este no era su título final. James Spader repite su papel como Ultron de Avengers: Age of Ultron. La serie está programada para estrenarse en 2026.